# Rappresentanze diplomatiche d'Italia

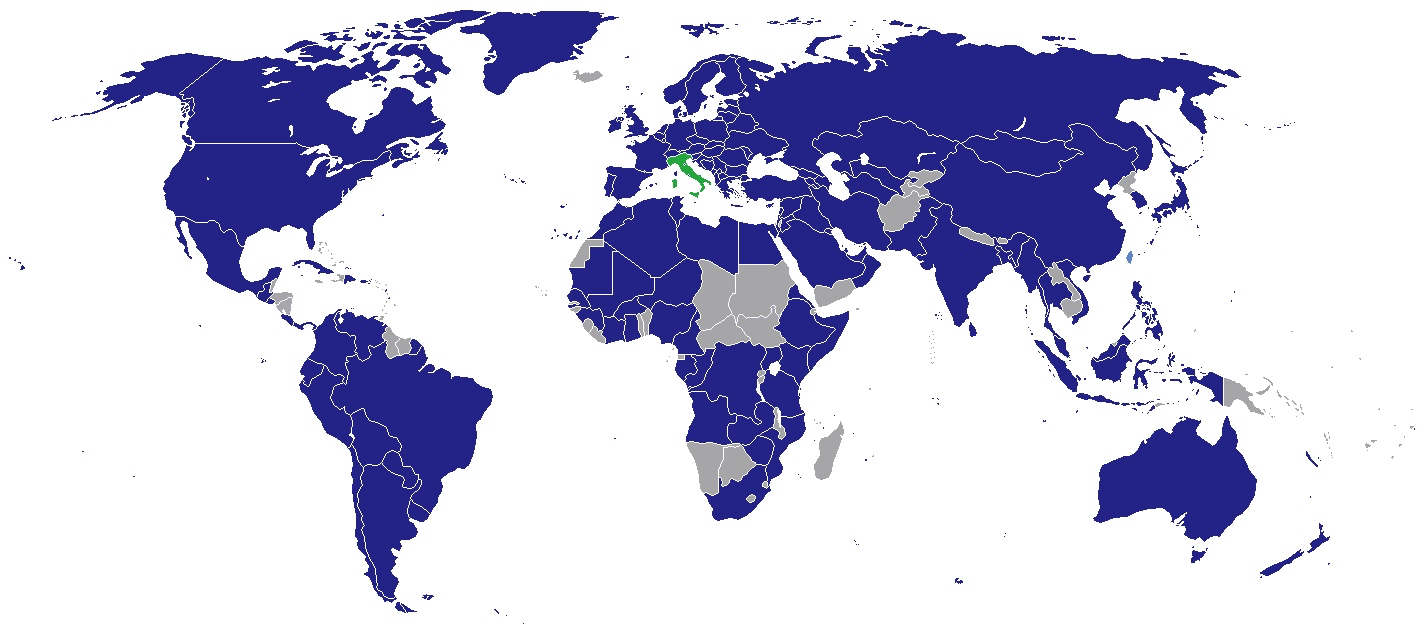
Paesi con rappresentanze diplomatiche d'Italia(*eccetto consolati onorari)

La rete diplomatico-consolare italiana, operata dal Ministero degli affari esteri, cura le relazioni internazionali della Repubblica Italiana con il resto del mondo.
Il sistema opera con uffici dislocati in tutti i continenti, distinti in ambasciate, rappresentanze permanenti presso le organizzazioni internazionali, delegazioni diplomatiche speciali, uffici consolari e istituti italiani di cultura.
Secondo il Global Diplomacy Index pubblicato dal Lowy Institute, nel 2021 l'Italia contava 123 ambasciate, 77 consolati e 8 rappresentanze permanenti, posizionandosi dodicesima a livello mondiale.

## Africa
| Stato          | Città                | Missione diplomatica     | Rappresentante consolare    | Sito web                                                                               |
| -------------- | -------------------- | ------------------------ | --------------------------- | -------------------------------------------------------------------------------------- |
| Algeria        | Algeri               | Ambasciata               | Alberto Cutillo             | ambalgeri.esteri.it                                                                    |
| Angola         | Luanda               | Ambasciata               | Cristiano Gallo             | ambluanda.esteri.it                                                                    |
| Benin          | Porto Novo - Cotonou | Corrispondente Consolare | Vitaliano Gobbo             |                                                                                        |
| Burkina Faso   | Ouagadougou          | Ambasciata               | Andrea Romussi              |                                                                                        |
| Camerun        | Yaoundé              | Ambasciata               | Filippo Scammacca Del Murgo | ambyaounde.esteri.it                                                                   |
| Costa d'Avorio | Abidjan              | Ambasciata               | Stefano Lo Savio            | ambabidjan.esteri.it Archiviato il 16 marzo 2023 in Internet Archive.                  |
| Egitto         | Il Cairo             | Ambasciata               | Michele Quaroni             | ambilcairo.esteri.it Archiviato il 16 marzo 2023 in Internet Archive.                  |
| Eritrea        | Asmara               | Ambasciata               | Marco Mancini               | ambasmara.esteri.it Archiviato il 27 marzo 2023 in Internet Archive.                   |
| Etiopia        | Addis Abeba          | Ambasciata               | Agostino Palese             | ambaddisabeba.esteri.it                                                                |
| Gabon          | Libreville           | Ambasciata               | Gabriele Di Muzio           | amblibreville.esteri.it Archiviato il 16 marzo 2023 in Internet Archive.               |
| Ghana          | Accra                | Ambasciata               | Daniela d'Orlandi           | ambaccra.esteri.it Archiviato il 16 marzo 2023 in Internet Archive.                    |
| Guinea         | Conakry              | Ambasciata               | Stefano Pontesilli          | ambconakry.esteri.it Archiviato il 29 luglio 2023 in Internet Archive.                 |
| Kenya          | Nairobi              | Ambasciata               | Roberto Natali              | ambnairobi.esteri.it Archiviato il 16 marzo 2023 in Internet Archive.                  |
| Libia          | Tripoli              | Ambasciata               | Gianluca Alberini           | ambtripoli.esteri.it Archiviato il 25 luglio 2023 in Internet Archive.                 |
| Mali           | Bamako               | Ambasciata               | Stefano Antonio Dejak       | https://www.giornalediplomatico.it/ Archiviato il 27 ottobre 2020 in Internet Archive. |
| Marocco        | Rabat                | Ambasciata               | Armando Barucco             | ambrabat.esteri.it Archiviato il 14 luglio 2023 in Internet Archive.                   |
| Marocco        | Casablanca           | Consolato Generale       | Pier Luigi Gentile          | conscasablanca.esteri.it                                                               |
| Mozambico      | Maputo               | Ambasciata               | Gianni Bardini              | ambmaputo.esteri.it Archiviato il 16 marzo 2023 in Internet Archive.                   |
| Niger          | Niamey               | Ambasciata               | Emilia Gatto                | ambniamey.esteri.it Archiviato il 16 marzo 2023 in Internet Archive.                   |
| Nigeria        | Abuja                | Ambasciata               | Stefano De Leo              | ambabuja.esteri.it Archiviato il 16 marzo 2023 in Internet Archive.                    |
| Nigeria        | Lagos                | Consolato Generale       | Maurizio Busanelli          | conslagos.esteri.it                                                                    |
| Senegal        | Dakar                | Ambasciata               | Giovanni Umberto De Vito    | ambdakar.esteri.it Archiviato il 16 marzo 2023 in Internet Archive.                    |
| Rep. del Congo | Brazzaville          | Ambasciata               | Enrico Nunziata             | ambbrazzaville.esteri.it Archiviato il 16 marzo 2023 in Internet Archive.              |
| RD del Congo   | Kinshasa             | Ambasciata               | Alberto Petrangeli          | ambkinshasa.esteri.it Archiviato il 16 marzo 2023 in Internet Archive.                 |
| Sudafrica      | Pretoria             | Ambasciata               | Paolo Cuculi                | ambpretoria.esteri.it                                                                  |
| Sudafrica      | Johannesburg         | Consolato Generale       | Emanuela Curnis             | consjohannesburg.esteri.it                                                             |
| Sudafrica      | Cape Town            | Consolato                | Giulio Mignacca             | conscapetown.esteri.it                                                                 |
| Sudan          | Khartoum             | Ambasciata               | Temporaneamente chiusa'     | ambkhartoum.esteri.it                                                                  |
| Tanzania       | Dar-es-Salaam        | Ambasciata               | Marco Lombardi              | ambdaressalaam.esteri.it Archiviato il 16 marzo 2023 in Internet Archive.              |
| Tunisia        | Tunisi               | Ambasciata               | Fabrizio Saggio             | ambtunisi.esteri.it                                                                    |
| Uganda         | Kampala              | Ambasciata               | Massimiliano Mazzanti       | ambkampala.esteri.it Archiviato il 28 luglio 2023 in Internet Archive.                 |
| Zambia         | Lusaka               | Ambasciata               | Enrico De Agostini          | amblusaka.esteri.it Archiviato il 16 marzo 2023 in Internet Archive.                   |
| Zimbabwe       | Harare               | Ambasciata               | Umberto Malnati             | ambharare.esteri.it Archiviato il 25 luglio 2023 in Internet Archive.                  |

## America
| Stato             | Città                   | Missione diplomatica               | Rappresentante consolare              | Sito web                                                                        |
| ----------------- | ----------------------- | ---------------------------------- | ------------------------------------- | ------------------------------------------------------------------------------- |
| Antigua e Barbuda | Saint John's            | Consolato Onorario                 | Carlo Falcone                         |                                                                                 |
| Argentina         | Buenos Aires            | Ambasciata                         | Fabrizio Lucentini                    | ambbuenosaires.esteri.it Archiviato il 21 gennaio 2007 in Internet Archive.     |
| Argentina         | Buenos Aires            | Consolato Generale                 | Marco Petacco                         | consbuenosaires.esteri.it                                                       |
| Argentina         | Córdoba                 | Consolato Generale                 | Giulia Campeggio                      | conscordoba.esteri.it                                                           |
| Argentina         | Rosario                 | Consolato Generale                 | Marco Bocchi                          | consrosario.esteri.it                                                           |
| Argentina         | Bahía Blanca            | Consolato Generale                 | Samuele Fazzi                         | consbahiablanca.esteri.it                                                       |
| Argentina         | La Plata                | Consolato Generale                 | Pierluigi Schettino                   | conslaplata.esteri.it                                                           |
| Argentina         | Mendoza                 | Consolato                          | Pietro Vaira                          | consmendoza.esteri.it                                                           |
| Argentina         | Mar del Plata           | Consolato                          | Santo Purello                         | consmardelplata.esteri.it                                                       |
| Argentina         | Catamarca               | Vice Consolato Onorario            | Pablo Vargiu                          |                                                                                 |
| Argentina         | Corrientes              | Vice Consolato Onorario            | Giovanni Salvatore Foglia             |                                                                                 |
| Argentina         | Formosa                 | Vice Consolato Onorario            | Alfredo Daniel Maglietti              |                                                                                 |
| Argentina         | Necochea                | Vice Consolato Onorario            | Maria Paola Pucillo-Vasquez           |                                                                                 |
| Argentina         | Resistencia             | Vice Consolato Onorario            | Aldo Ruben Cracogna                   |                                                                                 |
| Argentina         | San Salvador de Jujuy   | Vice Consolato Onorario            | Adriana Marlene Lourdes Bertini Peral |                                                                                 |
| Argentina         | Santiago del Estero     | Vice Consolato Onorario            | Luis Hector Bellomo                   |                                                                                 |
| Argentina         | Tucuman                 | Vice Consolato Onorario            | Rafael Gustavo Verratti               |                                                                                 |
| Argentina         | San Isidro              | Vice Consolato Onorario            | Valeria Cynthia Sangregorio           |                                                                                 |
| Argentina         | Viedma                  | Vice Consolato Onorario            | Victor Hugo Bazani                    |                                                                                 |
| Argentina         | San Rafael              | Vice Consolato Onorario            | Ricardo Stradella                     |                                                                                 |
| Argentina         | Santa Rosa De Toay      | Vice Consolato Onorario            | Santiago Martin Lorda                 |                                                                                 |
| Argentina         | Mercedes                | Agenzia Consolare Onoraria         | Pamela Beatriz Infanti                |                                                                                 |
| Argentina         | Lomas de Zamora         | Agenzia Consolare                  | Aurelio Di Stefano                    | conslomasdezamora.esteri.it                                                     |
| Argentina         | Moron                   | Agenzia Consolare                  | Laura Marini                          | consmoron.esteri.it                                                             |
| Argentina         | Olavarria               | Agenzia Consolare Onoraria         | Lidia Aida Abalo                      |                                                                                 |
| Argentina         | Pergamino               | Agenzia Consolare Onoraria         | Guillermo Ricardo Milano              |                                                                                 |
| Argentina         | Rafaela                 | Agenzia Consolare Onoraria         | Italo Juan Cassina                    |                                                                                 |
| Argentina         | Rio Cuarto              | Agenzia Consolare Onoraria         | Alberto Gustavo Bartoccioni           |                                                                                 |
| Argentina         | Tandil                  | Agenzia Consolare Onoraria         | Maria Cecilia Tangorra                |                                                                                 |
| Argentina         | Tres Arroyos            | Agenzia Consolare Onoraria         | Carolina Cenci Gentile                |                                                                                 |
| Argentina         | Ushuaia                 | Agenzia Consolare Onoraria         | Moreno Salvatore                      | agconsolareoditaliaushuaia.com                                                  |
| Argentina         | Villa María             | Agenzia Consolare Onoraria         | Matias Ezequiel Bossa Bonardo         |                                                                                 |
| Argentina         | Puerto Madryn           | Agenzia Consolare Onoraria         | Fabiana Andrea Scicolone              |                                                                                 |
| Argentina         | El Dorado               | Agenzia Consolare Onoraria         | Ricardo José Ramon Lubary             |                                                                                 |
| Bahamas           | Nassau                  | Consolato Generale                 | Alberto Gaetano Suighi                |                                                                                 |
| Barbados          | Bridgetown              | Consolato Onorario                 | Paola Baldi                           |                                                                                 |
| Bolivia           | La Paz                  | Ambasciata                         | Fabio Messineo                        | amblapaz.esteri.it                                                              |
| Bolivia           | Sucre                   | Consolato Onorario                 | Marco Castiglion                      |                                                                                 |
| Bolivia           | Santa Cruz De La Sierra | Consolato Onorario                 | Gian Marco Pompeo                     |                                                                                 |
| Bolivia           | Cochabamba              | Corrispondenza consolare           | Gino Catacora                         |                                                                                 |
| Brasile           | Brasilia                | Ambasciata                         | Francesco Azzarello                   | ambbrasilia.esteri.it Archiviato il 26 luglio 2023 in Internet Archive.         |
| Brasile           | Rio de Janeiro          | Consolato Generale                 | Massimiliano Iacchini                 | consriodejaneiro.esteri.it                                                      |
| Brasile           | San Paolo               | Consolato Generale di Prima Classe | Domenico Fornara                      | conssanpaolo.esteri.it                                                          |
| Brasile           | Curitiba                | Consolato Generale                 | Maria Salamandra                      | conscuritiba.esteri.it                                                          |
| Brasile           | Porto Alegre            | Consolato Generale                 | Valerio Caruso                        | consportoalegre.esteri.it                                                       |
| Brasile           | Belo Horizonte          | Consolato                          | Nicoletta Gomiero                     | consbelohorizonte.esteri.it Archiviato il 16 marzo 2023 in Internet Archive.    |
| Brasile           | Recife                  | Consolato                          | Gabor Szentkereszty De Zagon          | consrecife.esteri.it                                                            |
| Canada            | Ottawa                  | Ambasciata                         | Andrea Ferrari                        | ambottawa.esteri.it                                                             |
| Canada            | Toronto                 | Consolato Generale                 | Luca Zelioli                          | consolato.toronto.esteri.it Archiviato il 28 novembre 2023 in Internet Archive. |
| Canada            | Montreal                | Consolato Generale                 | Silvia Costantini                     | consmontreal.esteri.it                                                          |
| Canada            | Vancouver               | Consolato Generale                 | Massimiliano Iacchini                 | consvancouver.esteri.it                                                         |
| Cile              | Santiago                | Ambasciata                         | Mauro Battocchi                       | ambsantiago.esteri.it                                                           |
| Colombia          | Bogotà                  | Ambasciata                         | Giancarlo Maria Curcio                | ambbogota.esteri.it                                                             |
| Costa Rica        | San José                | Ambasciata                         | Alberto Colella                       | ambsanjose.esteri.it                                                            |
| Cuba              | L'Avana                 | Ambasciata                         | Roberto Vellano                       | amblavana.esteri.it Archiviato l'11 luglio 2023 in Internet Archive.            |
| Ecuador           | Quito                   | Ambasciata                         | Caterina Bertolini                    | ambquito.esteri.it Archiviato il 28 luglio 2023 in Internet Archive.            |
| El Salvador       | San Salvador            | Ambasciata                         | Edoardo Pucci                         | ambsansalvador.esteri.it Archiviato il 16 marzo 2023 in Internet Archive.       |
| Guatemala         | Città del Guatemala     | Ambasciata                         | Paolo De Nicolo                       | ambguatemala.esteri.it Archiviato il 16 marzo 2023 in Internet Archive.         |
| Messico           | Città del Messico       | Ambasciata                         | Luigi De Chiara                       | ambcittadelmessico.esteri.it                                                    |
| Nicaragua         | Managua                 | Ambasciata                         | Simone De Santi                       | ambmanagua.esteri.it Archiviato il 16 marzo 2023 in Internet Archive.           |
| Panama            | Panama                  | Ambasciata                         | Fabrizio Nicoletti                    | ambpanama.esteri.it Archiviato il 25 luglio 2023 in Internet Archive.           |
| Paraguay          | Asunción                | Ambasciata                         | Marcello Fondi                        | ambassunzione.esteri.it                                                         |
| Perù              | Lima                    | Ambasciata                         | Giancarlo Maria Curcio                | amblima.esteri.it                                                               |
| Perù              | Chacas                  | Consolato                          | Abele Capponi                         | amblima.esteri.it/it/chi-siamo/la-rete-consolare/                               |
| Perù              | Cusco                   | Consolato                          | Miluska Del Castillo Vizcarra         | amblima.esteri.it/it/chi-siamo/la-rete-consolare/                               |
| Perù              | Arequipa                | Vice Consolato                     | Flavio Magheri                        | amblima.esteri.it/it/chi-siamo/la-rete-consolare/                               |
| Perù              | Trujillo                | Agenzia Consolare                  | Claudio Enrique Vanini Azabache       | amblima.esteri.it/it/chi-siamo/la-rete-consolare/                               |
| Perù              | Iquitos                 | Agenzia Consolare                  | Federico Ventre                       | amblima.esteri.it/it/chi-siamo/la-rete-consolare/                               |
| Perù              | Tacna                   | Agenzia Consolare                  | Luciana Biondi                        | amblima.esteri.it/it/chi-siamo/la-rete-consolare/                               |
| Perù              | Chiclayo                | Corrispondente Consolare           | Franco Chiappe                        | amblima.esteri.it/it/chi-siamo/la-rete-consolare/                               |
| Perù              | Ica                     | Corrispondente Consolare           | J.C. Alfredo Malatesta                | amblima.esteri.it/it/chi-siamo/la-rete-consolare/                               |
| Rep. Dominicana   | Santo Domingo           | Ambasciata                         | Stefano Queirolo Palmas               | ambsantodomingo.esteri.it Archiviato il 16 marzo 2023 in Internet Archive.      |
| Stati Uniti       | Washington              | Ambasciata                         | Mariangela Zappia                     | ambwashingtondc.esteri.it                                                       |
| Stati Uniti       | New York                | Consolato Generale di Prima Classe | Fabrizio Di Michele                   | consnewyork.esteri.it                                                           |
| Stati Uniti       | Boston                  | Consolato Generale                 | Arnaldo Minuti                        | consboston.esteri.it                                                            |
| Stati Uniti       | Chicago                 | Consolato Generale                 | Thomas Botzios                        | consdetroit.esteri.it/                                                          |
| Stati Uniti       | Filadelfia              | Consolato Generale                 | Cristina Maria Mele                   | consfiladelfia.esteri.it                                                        |
| Stati Uniti       | Los Angeles             | Consolato Generale                 | Raffaella Valentini                   | conslosangeles.esteri.it                                                        |
| Stati Uniti       | San Francisco           | Consolato Generale                 | Sergio Strozzi                        | conssanfrancisco.esteri.it                                                      |
| Stati Uniti       | Houston                 | Consolato Generale                 | Mauro Lorenzini                       | conshouston.esteri.it                                                           |
| Stati Uniti       | Miami                   | Consolato Generale                 | Cristiano Musillo                     | consmiami.esteri.it                                                             |
| Stati Uniti       | Detroit                 | Consolato di Prima Classe          | Paola Allegra Baistrocchi             | consdetroit.esteri.it                                                           |
| Uruguay           | Montevideo              | Ambasciata                         | Giovanni Battista Iannuzzi            | ambmontevideo.esteri.it Archiviato il 16 marzo 2023 in Internet Archive.        |
| Venezuela         | Caracas                 | Ambasciata                         | Giovanni Umberto De Vito              | ambcaracas.esteri.it Archiviato il 16 marzo 2023 in Internet Archive.           |
| Venezuela         | Caracas                 | Consolato Generale                 | Nicola Occhipinti                     | conscaracas.esteri.it                                                           |
| Venezuela         | Maracaibo               | Consolato                          | Aniello Petito                        | consmaracaibo.esteri.it                                                         |

## Asia
| Stato               | Città            | Missione diplomatica               | Rappresentante consolare                | Sito web                                                                   |
| ------------------- | ---------------- | ---------------------------------- | --------------------------------------- | -------------------------------------------------------------------------- |
| Afghanistan         | Kabul (ora Doha) | Ambasciata                         | Natalia Quintavalle                     | ambkabul.esteri.it Archiviato il 21 luglio 2012 in Archive.is.             |
| Arabia Saudita      | Riad             | Ambasciata                         | Roberto Cantone                         | ambriad.esteri.it Archiviato il 16 marzo 2023 in Internet Archive.         |
| Arabia Saudita      | Gedda            | Consolato Generale                 | Leonardo Costa                          | consgedda.esteri.it                                                        |
| Armenia             | Jerevan          | Ambasciata                         | Alfonso Di Riso                         | ambjerevan.esteri.it Archiviato l'11 gennaio 2013 in Archive.is.           |
| Armenia             | Gjumri           | Consolato Onorario                 | Massimiliano Floriani                   |                                                                            |
| Azerbaigian         | Baku             | Ambasciata                         | Claudio Taffuri                         | ambbaku.esteri.it                                                          |
| Bahrein             | Manama           | Ambasciata                         | Paola Amadei                            | ambmanama.esteri.it Archiviato il 27 luglio 2023 in Internet Archive.      |
| Bangladesh          | Dacca            | Ambasciata                         | Antonio Alessandro                      | ambdhaka.esteri.it                                                         |
| Bangladesh          | Chittagong       | Consolato Onorario                 | Mirza Salman Ispahani                   |                                                                            |
| Birmania            | Yangon           | Capo Missione                      | Nicolò Tassoni Estense di Castelvecchio | ambyangon.esteri.it                                                        |
| Cina                | Pechino          | Ambasciata                         | Massimo Ambrosetti                      | ambpechino.esteri.it                                                       |
| Cina                | Shanghai         | Consolato Generale di Prima Classe | Michele Cecchi                          | consshanghai.esteri.it                                                     |
| Cina                | Canton           | Consolato Generale                 | Lucia Pasqualini                        | conscanton.esteri.it                                                       |
| Cina                | Hong Kong        | Consolato Generale                 | Clemente Contestabile                   | conshongkong.esteri.it                                                     |
| Cina                | Chongqing        | Consolato Generale                 | Filippo Umberto Nicosia                 | conschongqing.esteri.it                                                    |
| Cipro               | Nicosia          | Ambasciata                         | Federica Ferrari Bravo                  | ambnicosia.esteri.it Archiviato il 16 marzo 2023 in Internet Archive.      |
| Corea del Sud       | Seul             | Ambasciata                         | Federico Failla                         | ambseoul.esteri.it Archiviato il 16 marzo 2023 in Internet Archive.        |
| Emirati Arabi Uniti | Abu Dhabi        | Ambasciata                         | Lorenzo Fanara                          | ambabudhabi.esteri.it Archiviato il 16 marzo 2023 in Internet Archive.     |
| Emirati Arabi Uniti | Dubai            | Consolato Generale                 | Valentina Setta                         | consdubai.esteri.it                                                        |
| Filippine           | Manila           | Ambasciata                         | Marco Clemente                          | ambmanila.esteri.it Archiviato il 16 marzo 2023 in Internet Archive.       |
| Giappone            | Tokyo            | Ambasciata                         | Gianluigi Benedetti                     | ambtokyo.esteri.it                                                         |
| Giappone            | Osaka            | Consolato Generale                 | Marco Prencipe                          | consosaka.esteri.it Archiviato il 16 marzo 2023 in Internet Archive.       |
| Georgia             | Tbilisi          | Ambasciata                         | Enrico Valvo                            | ambtbilisi.esteri.it Archiviato il 16 marzo 2023 in Internet Archive.      |
| Giordania           | Amman            | Ambasciata                         | Fabio Cassese                           | ambamman.esteri.it Archiviato il 16 marzo 2023 in Internet Archive.        |
| India               | Nuova Delhi      | Ambasciata                         | Vincenzo de Luca                        | ambnewdelhi.esteri.it Archiviato il 16 marzo 2023 in Internet Archive.     |
| India               | Mumbai           | Consolato Generale                 | Stefania Costanza                       | consmumbai.esteri.it                                                       |
| India               | Calcutta         | Consolato Generale                 | Damiano Francovigh                      | conscalcutta.esteri.it                                                     |
| Indonesia           | Giacarta         | Ambasciata                         | Benedetto Latteri                       | ambjakarta.esteri.it Archiviato il 26 luglio 2023 in Internet Archive.     |
| Iran                | Teheran          | Ambasciata                         | Giuseppe Perrone                        | ambteheran.esteri.it Archiviato il 16 marzo 2023 in Internet Archive.      |
| Iraq                | Baghdad          | Ambasciata                         | Niccolò Fontana                         | ambbaghdad.esteri.it Archiviato il 16 marzo 2023 in Internet Archive.      |
| Iraq                | Erbil            | Consolato                          | Serena Muroni                           | conserbil.esteri.it                                                        |
| Israele             | Tel Aviv         | Ambasciata                         | Sergio Barbanti                         | ambtelaviv.esteri.it                                                       |
| Israele             | Gerusalemme      | Consolato Generale di Prima Classe | Fabio Sokolowicz                        | consgerusalemme.esteri.it Archiviato il 27 marzo 2023 in Internet Archive. |
| Kazakistan          | Astana           | Ambasciata                         | Marco Alberti                           | ambastana.esteri.it Archiviato il 26 luglio 2023 in Internet Archive.      |
| Kuwait              | Al Kuwait        | Ambasciata                         | Carlo Baldocci                          | ambalkuwait.esteri.it Archiviato il 27 marzo 2023 in Internet Archive.     |
| Libano              | Beirut           | Ambasciata                         | Nicoletta Bombardiere                   | ambbeirut.esteri.it Archiviato il 16 marzo 2023 in Internet Archive.       |
| Malaysia            | Kuala Lumpur     | Ambasciata                         | Massimo Rustico                         | ambkualalumpur.esteri.it Archiviato il 16 marzo 2023 in Internet Archive.  |
| Mongolia            | Ulan Bator       | Ambasciata                         | Laura Bottà                             | ambulaanbaatar.esteri.it Archiviato il 16 marzo 2023 in Internet Archive.  |
| Oman                | Mascate          | Ambasciata                         | Pierluigi D’Elia                        | ambmascate.esteri.it Archiviato il 16 marzo 2023 in Internet Archive.      |
| Pakistan            | Islamabad        | Ambasciata                         | Andreas Ferrarese                       | ambislamabad.esteri.it Archiviato il 16 marzo 2023 in Internet Archive.    |
| Pakistan            | Karachi          | Consolato                          | Danilo Giurdanella                      | conskarachi.esteri.it                                                      |
| Qatar               | Doha             | Ambasciata                         | Paolo Toschi                            | ambdoha.esteri.it                                                          |
| Singapore           | Singapore        | Ambasciata                         | Mario Andrea Vattani                    | ambsingapore.esteri.it Archiviato il 16 marzo 2023 in Internet Archive.    |
| Siria               | Damasco          | Ambasciata                         | Sospesa dal 2011                        | ambdamasco.esteri.it Archiviato il 16 marzo 2023 in Internet Archive.      |
| Sri Lanka           | Colombo          | Ambasciata                         | Giovanni Battista Iannuzzi              | ambcolombo.esteri.it Archiviato il 30 luglio 2023 in Internet Archive.     |
| Taiwan              | Taipei           | Ufficio di Promozione              | Davide Giglio                           | taipei.esteri.it                                                           |
| Thailandia          | Bangkok          | Ambasciata                         | Paolo Dionisi                           | ambbangkok.esteri.it                                                       |
| Turchia             | Ancara           | Ambasciata                         | Giorgio Marrapodi                       | ambankara.esteri.it                                                        |
| Turchia             | Istanbul         | Consolato Generale                 | Elena Sgarbi                            | consistanbul.esteri.it                                                     |
| Turchia             | Smirne           | Consolato                          | Valerio Giorgio                         | consizmir.esteri.it                                                        |
| Turkmenistan        | Ashgabat         | Ambasciata                         | Luigi Ferrari                           | ambashgabat.esteri.it Archiviato il 16 marzo 2023 in Internet Archive.     |
| Uzbekistan          | Tashkent         | Ambasciata                         | Agostino Pinna                          | ambtashkent.esteri.it Archiviato il 14 luglio 2023 in Internet Archive.    |
| Vietnam             | Hanoi            | Ambasciata                         | Marco Della Seta                        | ambhanoi.esteri.it                                                         |
| Vietnam             | Ho Chi Minh      | Consolato Generale                 | Dante Brandi                            | conshochiminh.esteri.it                                                    |
| Yemen               | Sana'a           | Ambasciata                         | Sospesa dal 2015                        | ambsanaa.esteri.it Archiviato il 27 marzo 2023 in Internet Archive.        |

## Europa
| Stato                | Città                | Missione diplomatica               | Rappresentante consolare    | Sito web                                                                        |
| -------------------- | -------------------- | ---------------------------------- | --------------------------- | ------------------------------------------------------------------------------- |
| Albania              | Tirana               | Ambasciata                         | Fabrizio Bucci              | ambtirana.esteri.it                                                             |
| Albania              | Valona               | Consolato Generale                 | Iva Palmieri                | consvalona.esteri.it                                                            |
| Albania              | Argirocastro         | Consolato Onorario                 | Teodor Bilushi              |                                                                                 |
| Andorra              | Andorra La Vella     | Consolato Onorario                 | Alberto Rossi               |                                                                                 |
| Austria              | Vienna               | Ambasciata                         | Giovanni Pugliese           | ambvienna.esteri.it                                                             |
| Austria              | Innsbruck            | Consolato Onorario                 | Herbert Ernst Schoepf       |                                                                                 |
| Austria              | Klagenfurt           | Consolato Onorario                 | Paola Strozzi               |                                                                                 |
| Austria              | Graz                 | Consolato Onorario                 | Ernest Georg Wustinger      |                                                                                 |
| Austria              | Linz                 | Consolato Onorario                 | Peter Waenke                |                                                                                 |
| Austria              | Salisburgo           | Consolato Onorario                 | Eduard Mainoni              |                                                                                 |
| Austria              | Bregenz              | Consolato Onorario                 | Werner Deuring              |                                                                                 |
| Belgio               | Bruxelles            | Ambasciata                         | Federica Favi               | ambbruxelles.esteri.it Archiviato il 12 luglio 2023 in Internet Archive.        |
| Belgio               | Charleroi            | Consolato Generale                 | Pier Attinio Forlano        | conscharleroi.esteri.it                                                         |
| Belgio               | Liegi                | Consolato Onorario                 | Domenico Petta              |                                                                                 |
| Belgio               | Anversa              | Consolato Onorario                 | Carlo Tiribelli             |                                                                                 |
| Belgio               | Ostenda              | Consolato Onorario                 | Caroline Vanwynsberghe      |                                                                                 |
| Belgio               | Lovanio              | Consolato Onorario                 | Fabrizio Di Gianni          |                                                                                 |
| Bielorussia          | Minsk                | Ambasciata                         | Mario Giorgio Stefano Baldi | ambminsk.esteri.it Archiviato il 16 marzo 2023 in Internet Archive.             |
| Bosnia ed Erzegovina | Sarajevo             | Ambasciata                         | Marco Di Ruzza              | ambsarajevo.esteri.it                                                           |
| Bosnia ed Erzegovina | Banja Luka           | Consolato Onorario                 | Danilo Capasso              |                                                                                 |
| Bosnia ed Erzegovina | Mostar               | Consolato Onorario                 | Goran Grbesic               |                                                                                 |
| Bulgaria             | Sofia                | Ambasciata                         | Giuseppina Zarra            | ambsofia.esteri.it Archiviato il 16 marzo 2023 in Internet Archive.             |
| Città del Vaticano   | Città del Vaticano   | Ambasciata                         | Francesco Di Nitto          | ambsantasedevaticano.esteri.it                                                  |
| Croazia              | Zagabria             | Ambasciata                         | Pierfrancesco Sacco         | ambzagabria.esteri.it Archiviato il 16 marzo 2023 in Internet Archive.          |
| Croazia              | Fiume                | Consolato                          | Paolo Palminteri            | consfiume.esteri.it                                                             |
| Danimarca            | Copenaghen           | Ambasciata                         | Stefania Rosini             | ambcopenaghen.esteri.it Archiviato il 16 marzo 2023 in Internet Archive.        |
| Estonia              | Tallinn              | Ambasciata                         | Daniele Rampazzo            | ambtallinn.esteri.it Archiviato il 16 luglio 2023 in Internet Archive.          |
| Finlandia            | Helsinki             | Ambasciata                         | Sergio Pagano               | ambhelsinki.esteri.it                                                           |
| Francia              | Parigi               | Ambasciata                         | Emanuela D'Alessandro       | ambparigi.esteri.it Archiviato il 16 marzo 2023 in Internet Archive.            |
| Francia              | Parigi               | Consolato Generale                 | Irene Castagnoli            | consparigi.esteri.it                                                            |
| Francia              | Lione                | Consolato Generale                 | Chiara Petracca             | conslione.esteri.it                                                             |
| Francia              | Marsiglia            | Consolato Generale                 | Alessandro Giovine          | consmarsiglia.esteri.it                                                         |
| Francia              | Nizza                | Consolato Generale                 | Raffaele De Benedictis      | consnizza.esteri.it                                                             |
| Francia              | Metz                 | Consolato Generale                 | Emilio Lolli                | consmetz.esteri.it                                                              |
| Germania             | Berlino              | Ambasciata                         | Armando Varricchio          | ambberlino.esteri.it                                                            |
| Germania             | Colonia              | Consolato Generale                 | Giuseppe Pierluigi Ferraro  | conscolonia.esteri.it                                                           |
| Germania             | Francoforte sul Meno | Consolato Generale di Prima Classe | Maurizio Canfora            | consfrancoforte.esteri.it Archiviato il 23 settembre 2008 in Internet Archive.  |
| Germania             | Monaco di Baviera    | Consolato Generale di Prima Classe | Sergio Maffettone           | consmonacodibaviera.esteri.it                                                   |
| Germania             | Stoccarda            | Consolato Generale                 | Massimo Darchini            | consstoccarda.esteri.it                                                         |
| Germania             | Hannover             | Consolato Generale                 | Giorgio Taborri             | conshannover.esteri.it                                                          |
| Germania             | Dortmund             | Consolato                          | Franco Giordani             | consdortmund.esteri.it                                                          |
| Germania             | Friburgo             | Consolato                          | Francesca Toninato          | consfriburgo.esteri.it                                                          |
| Grecia               | Atene                | Ambasciata                         | Patrizia Falcinelli         | ambatene.esteri.it Archiviato il 27 marzo 2023 in Internet Archive.             |
| Irlanda              | Dublino              | Ambasciata                         | Ruggero Corrias             | ambdublino.esteri.it Archiviato il 27 marzo 2023 in Internet Archive.           |
| Kosovo               | Pristina             | Ambasciata                         | Antonello De Riu            | ambpristina.esteri.it Archiviato il 16 marzo 2023 in Internet Archive.          |
| Lettonia             | Riga                 | Ambasciata                         | Alessandro Monti            | ambriga.esteri.it                                                               |
| Lituania             | Vilnius              | Ambasciata                         | Emanuele de Maigret         | ambvilnius.esteri.it                                                            |
| Lussemburgo          | Lussemburgo          | Ambasciata                         | Diego Brasioli Sherifis     | amblussemburgo.esteri.it Archiviato il 27 marzo 2023 in Internet Archive.       |
| Macedonia del Nord   | Skopje               | Ambasciata                         | Andrea Silvestri            | ambskopje.esteri.it Archiviato il 27 marzo 2023 in Internet Archive.            |
| Malta                | La Valletta          | Ambasciata                         | Fabrizio Romano             | amblavalletta.esteri.it Archiviato il 16 marzo 2023 in Internet Archive.        |
| Moldavia             | Chișinău             | Ambasciata                         | Lorenzo Tomassoni           | ambchisinau.esteri.it Archiviato il 16 marzo 2023 in Internet Archive.          |
| Monaco               | Monaco               | Ambasciata                         | Giulio Alaimo               | ambprincipatomonaco.esteri.it Archiviato il 27 luglio 2023 in Internet Archive. |
| Montenegro           | Podgorica            | Ambasciata                         | Andreina Marsella           | ambpodgorica.esteri.it Archiviato il 16 marzo 2023 in Internet Archive.         |
| Norvegia             | Oslo                 | Ambasciata                         | Stefano Nicoletti           | amboslo.esteri.it Archiviato il 28 luglio 2023 in Internet Archive.             |
| Paesi Bassi          | L'Aja                | Ambasciata                         | Giorgio Novello             | amblaja.esteri.it                                                               |
| Polonia              | Varsavia             | Ambasciata                         | Luca Franchetti Pardo       | ambvarsavia.esteri.it                                                           |
| Portogallo           | Lisbona              | Ambasciata                         | Carlo Formosa               | amblisbona.esteri.it Archiviato il 27 marzo 2023 in Internet Archive.           |
| Regno Unito          | Londra               | Ambasciata                         | Inigo Lambertini            | amblondra.esteri.it Archiviato il 16 marzo 2023 in Internet Archive.            |
| Regno Unito          | Londra               | Consolato Generale                 | Marco Villani               | conslondra.esteri.it Archiviato il 28 giugno 2023 in Internet Archive.          |
| Regno Unito          | Edimburgo            | Consolato Generale                 | Fabio Monaco                | consedimburgo.esteri.it                                                         |
| Rep. Ceca            | Praga                | Ambasciata                         | Mauro Marsili               | ambpraga.esteri.it                                                              |
| Romania              | Bucarest             | Ambasciata                         | Alfredo Durante Mangoni     | ambbucarest.esteri.it Archiviato il 16 marzo 2023 in Internet Archive.          |
| Russia               | Mosca                | Ambasciata                         | Cecilia Piccioni            | ambmosca.esteri.it                                                              |
| Russia               | Mosca                | Consolato Generale                 | Luca Spiniello              | consmosca.esteri.it                                                             |
| Russia               | San Pietroburgo      | Consolato Generale                 | Alessandro Monti            | conssanpietroburgo.esteri.it                                                    |
| San Marino           | San Marino           | Ambasciata                         | Sergio Mercuri              | ambsanmarino.esteri.it Archiviato il 16 marzo 2023 in Internet Archive.         |
| Serbia               | Belgrado             | Ambasciata                         | Luca Gori                   | ambbelgrado.esteri.it                                                           |
| Slovacchia           | Bratislava           | Ambasciata                         | Catherine Flumiani          | ambbratislava.esteri.it Archiviato il 30 luglio 2023 in Internet Archive.       |
| Slovenia             | Lubiana              | Ambasciata                         | Carlo Campanile             | amblubiana.esteri.it Archiviato il 16 marzo 2023 in Internet Archive.           |
| Slovenia             | Capodistria          | Consolato Generale                 | Giuseppe D'Agosto           | conscapodistria.esteri.it                                                       |
| Spagna               | Madrid               | Ambasciata                         | Giuseppe Buccino Grimaldi   | ambmadrid.esteri.it Archiviato il 26 luglio 2023 in Internet Archive.           |
| Spagna               | Barcellona           | Consolato Generale                 | Emanuele Manzitti           | consbarcellona.esteri.it Archiviato il 16 marzo 2023 in Internet Archive.       |
| Spagna               | Arona                | Consolato Generale                 | Silvio Pellizzolo           | consarona.esteri.it                                                             |
| Svezia               | Stoccolma            | Ambasciata                         | Vinicio Mati                | ambstoccolma.esteri.it Archiviato il 26 luglio 2023 in Internet Archive.        |
| Svizzera             | Berna                | Ambasciata                         | Lorenzo Cornado             | ambberna.esteri.it Archiviato il 16 marzo 2023 in Internet Archive.             |
| Svizzera             | Zurigo               | Consolato Generale di Prima Classe | Giulio Alaimo               | conszurigo.esteri.it                                                            |
| Svizzera             | Lugano               | Consolato Generale di Prima Classe | Mauro Massoni               | conslugano.esteri.it Archiviato il 25 settembre 2023 in Internet Archive.       |
| Svizzera             | Ginevra              | Consolato Generale                 | Antonino La Piana           | consginevra.esteri.it                                                           |
| Svizzera             | Basilea              | Consolato                          | Pietro Maria Paolucci       | consbasilea.esteri.it Archiviato il 13 agosto 2023 in Internet Archive.         |
| Ucraina              | Kiev                 | Ambasciata                         | Pier Francesco Zazo         | ambkiev.esteri.it                                                               |
| Ungheria             | Budapest             | Ambasciata                         | Massimo Rustico             | ambbudapest.esteri.it Archiviato il 16 marzo 2023 in Internet Archive.          |

## Oceania
| Stato         | Città      | Missione diplomatica    | Rappresentante consolare | Sito web                                                               |
| ------------- | ---------- | ----------------------- | ------------------------ | ---------------------------------------------------------------------- |
| Australia     | Canberra   | Ambasciata              | Paolo Crudele            | ambcanberra.esteri.it Archiviato il 16 marzo 2023 in Internet Archive. |
| Australia     | Melbourne  | Consolato Generale      | Pierluigi Trombetta      | consmelbourne.esteri.it                                                |
| Australia     | Sydney     | Consolato Generale      | Gianluca Rubagotti       | conssydney.esteri.it                                                   |
| Australia     | Brisbane   | Consolato               | Luna Angelini Marinucci  | consbrisbane.esteri.it                                                 |
| Australia     | Perth      | Consolato               | Federico Nicolaci        | consperth.esteri.it                                                    |
| Australia     | Adelaide   | Consolato               | Ernesto Pianelli         | consadelaide.esteri.it                                                 |
| Australia     | Hobart     | Consolato Onorario      | Elvio Brianese           |                                                                        |
| Australia     | Griffith   | Vice Consolato Onorario | Monica Busnello          |                                                                        |
| Australia     | Wollongong | Vice Consolato Onorario | Giovanni Ferrari         |                                                                        |
| Australia     | Darwin     | Vice Consolato Onorario | Carlo Randazzo           |                                                                        |
| Nuova Zelanda | Wellington | Ambasciata              | Francesco Calogero       | ambwellington.esteri.it                                                |

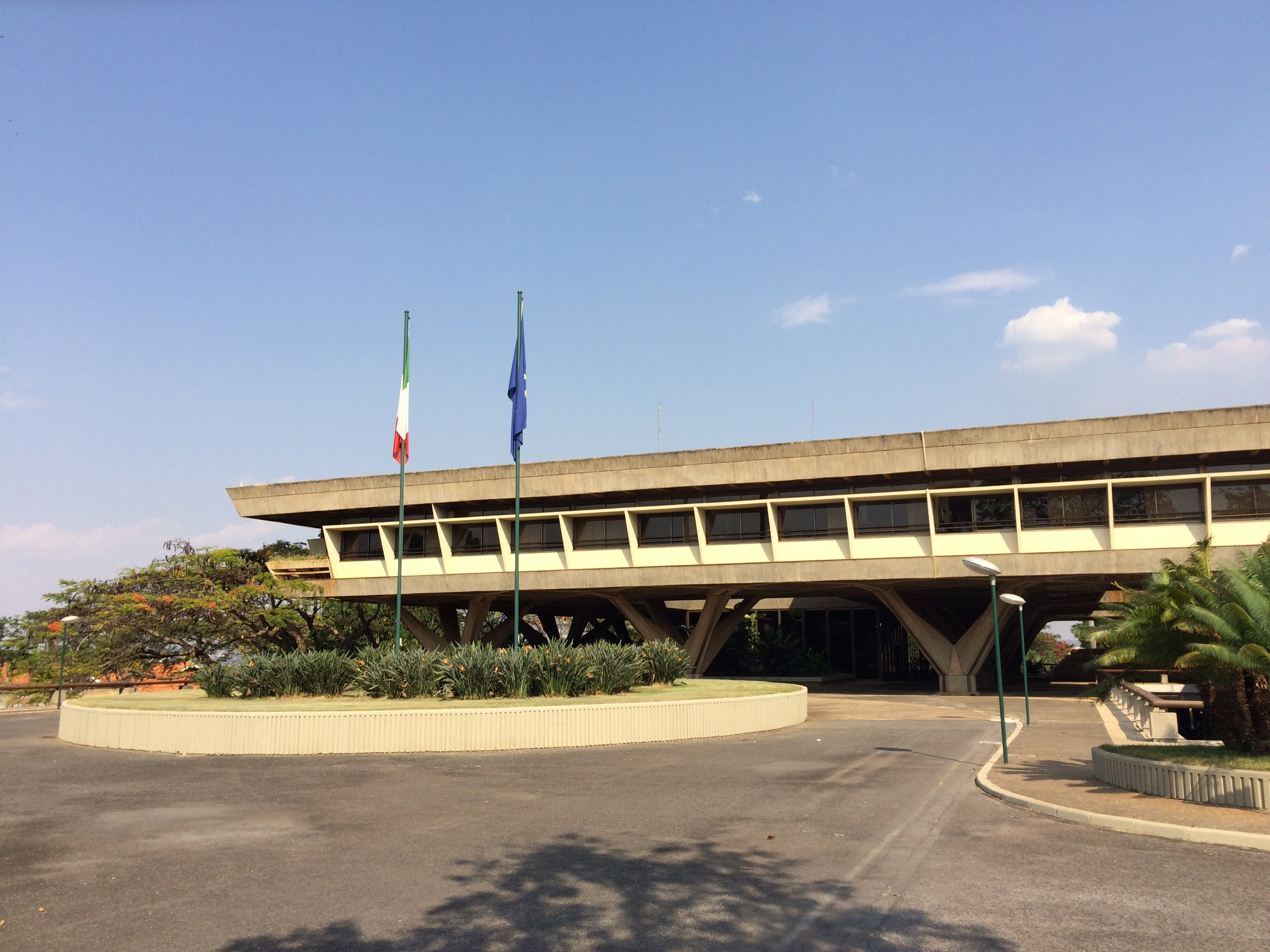
Ambasciata d'Italia a Brasília.
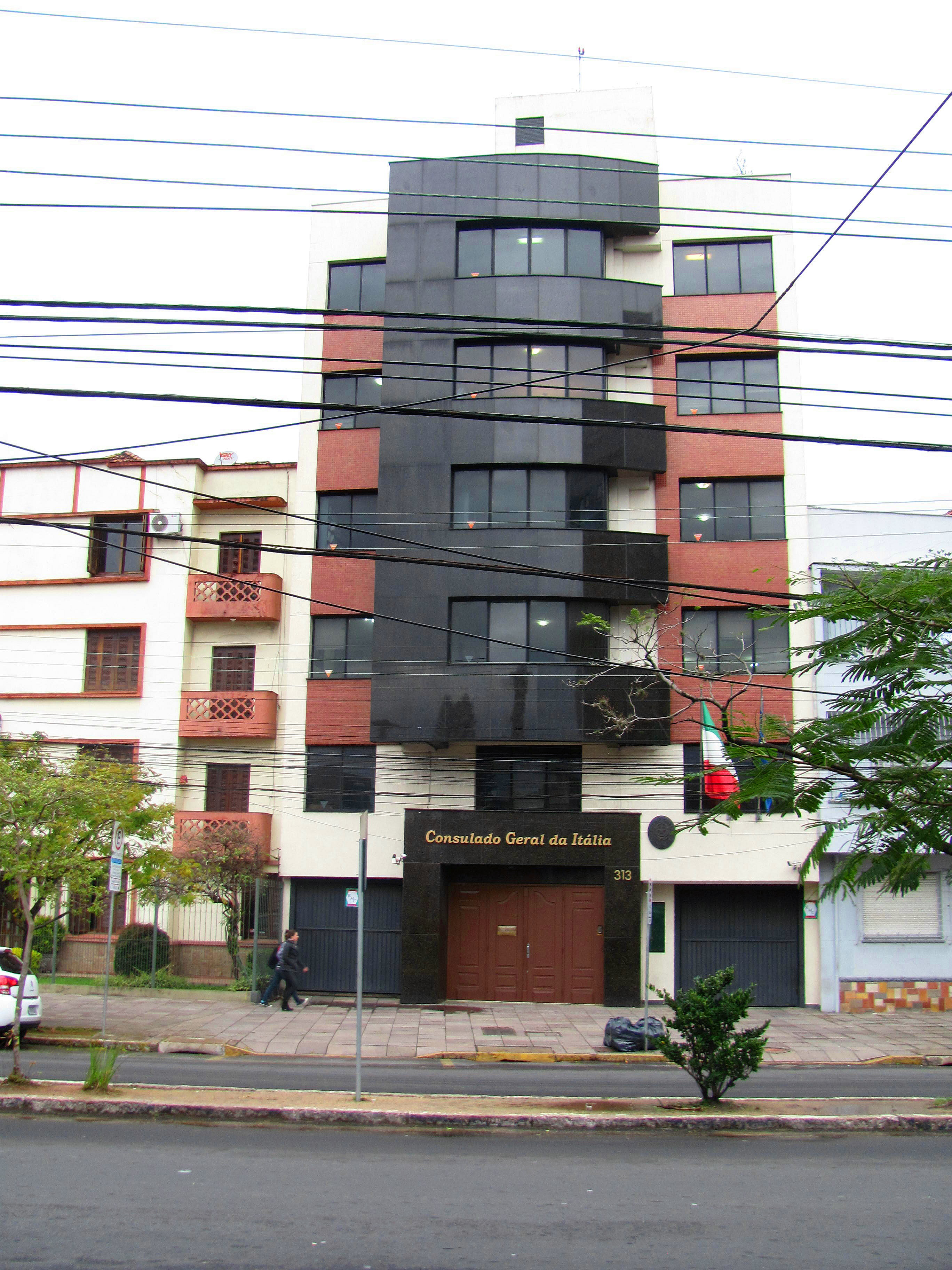
Consolato Generale d'Italia a Porto Alegre.
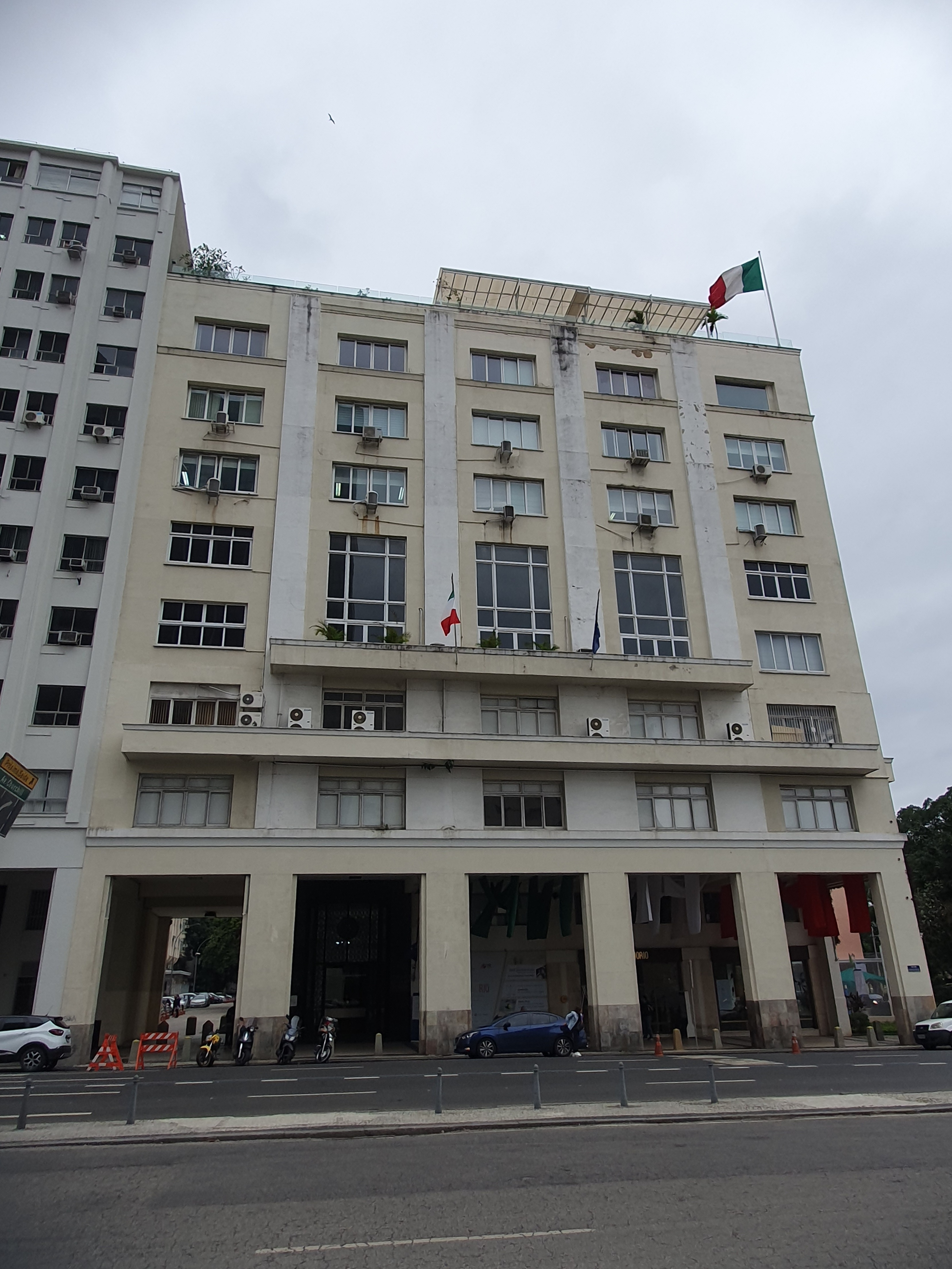
Consolato Generale d'Italia a Rio de Janeiro.
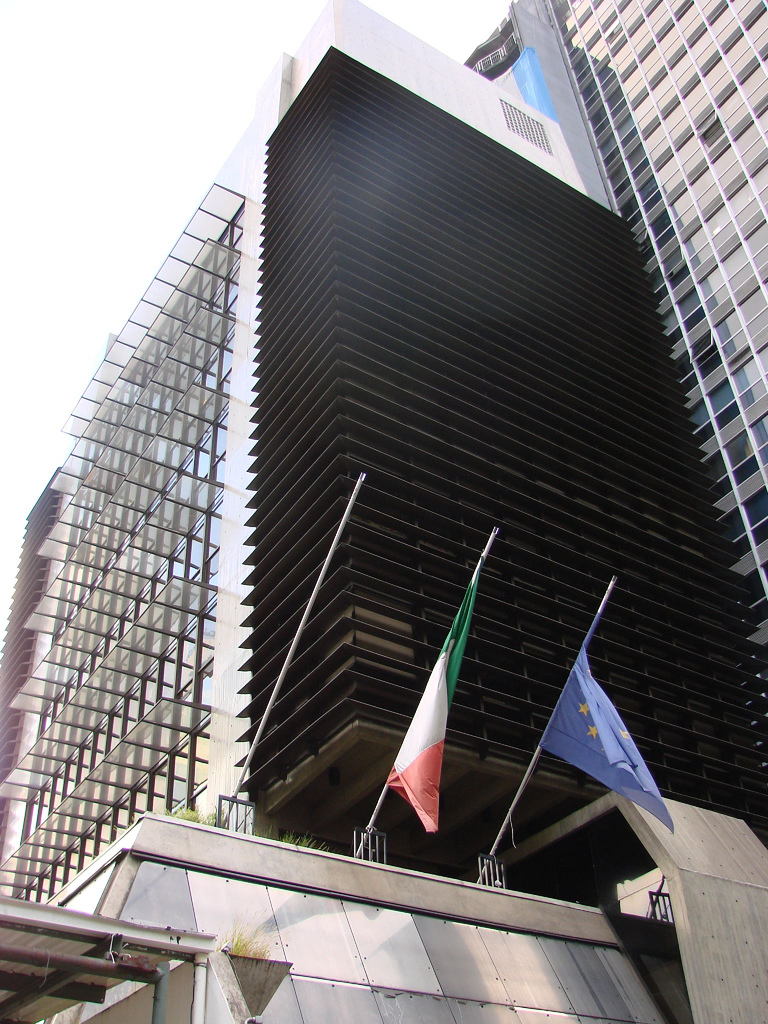
Consolato Generale d'Italia a San Paolo.
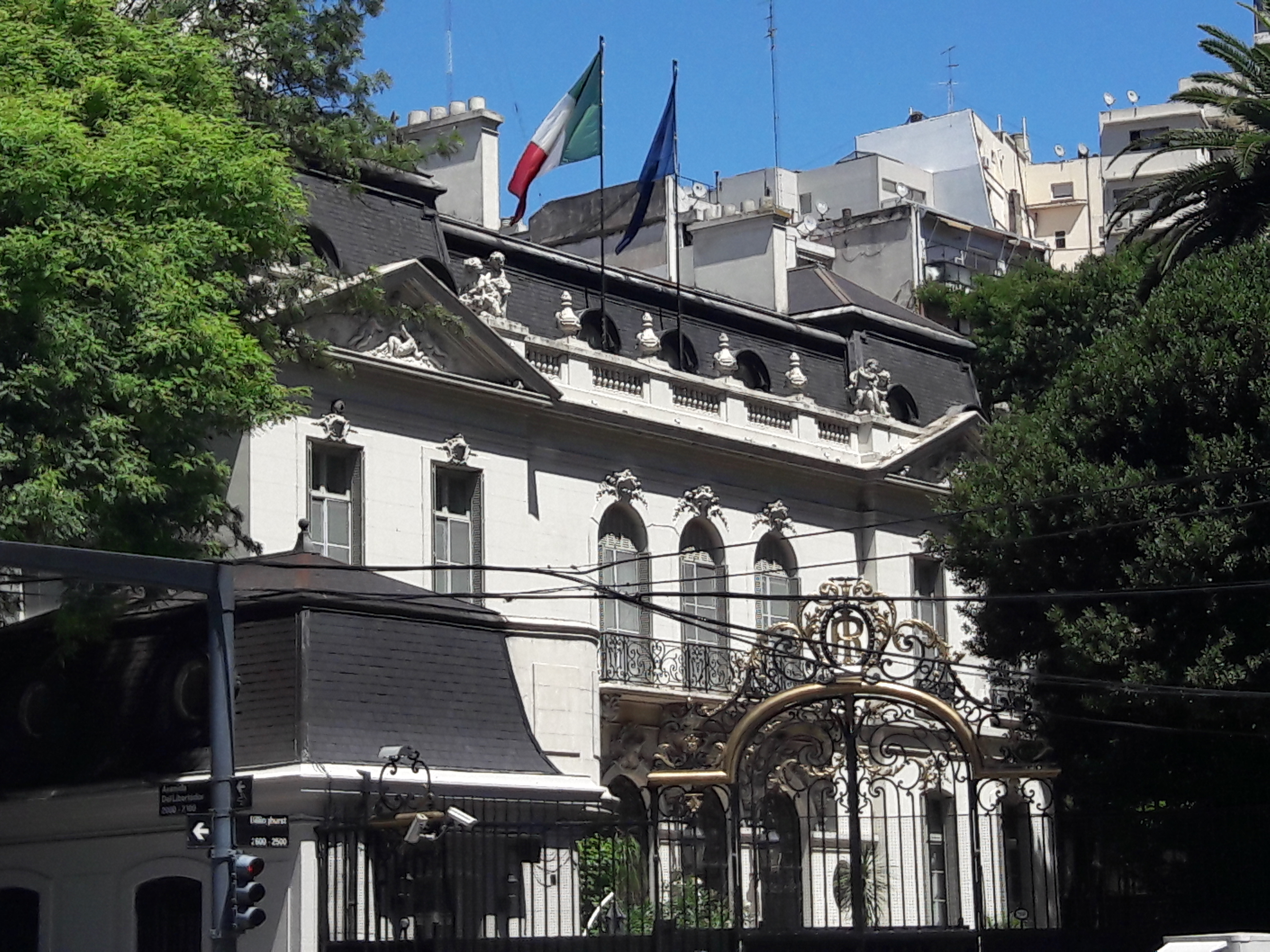
Ambasciata d'Italia a Buenos Aires.
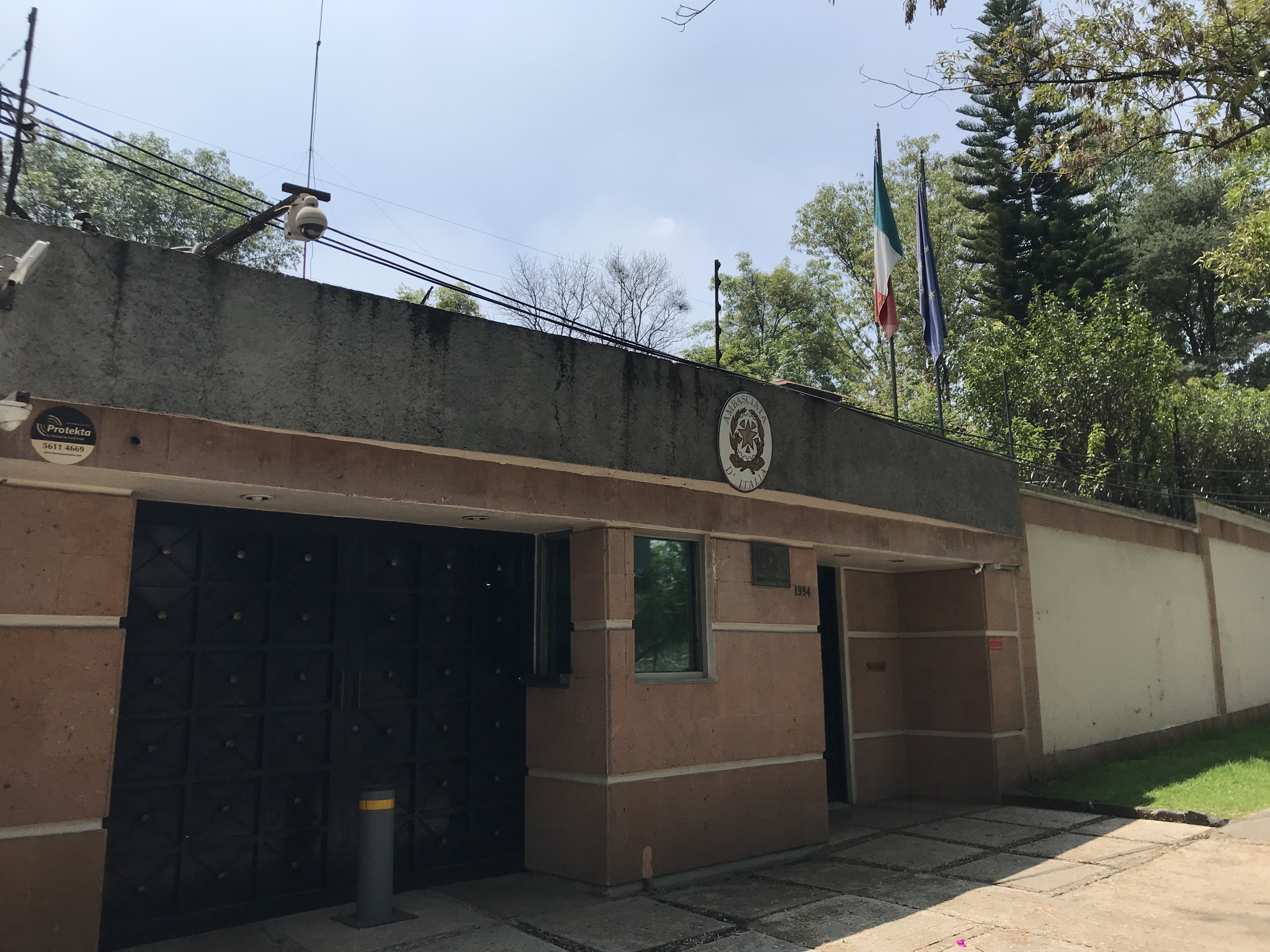
Ambasciata d'Italia a Città del Messico.
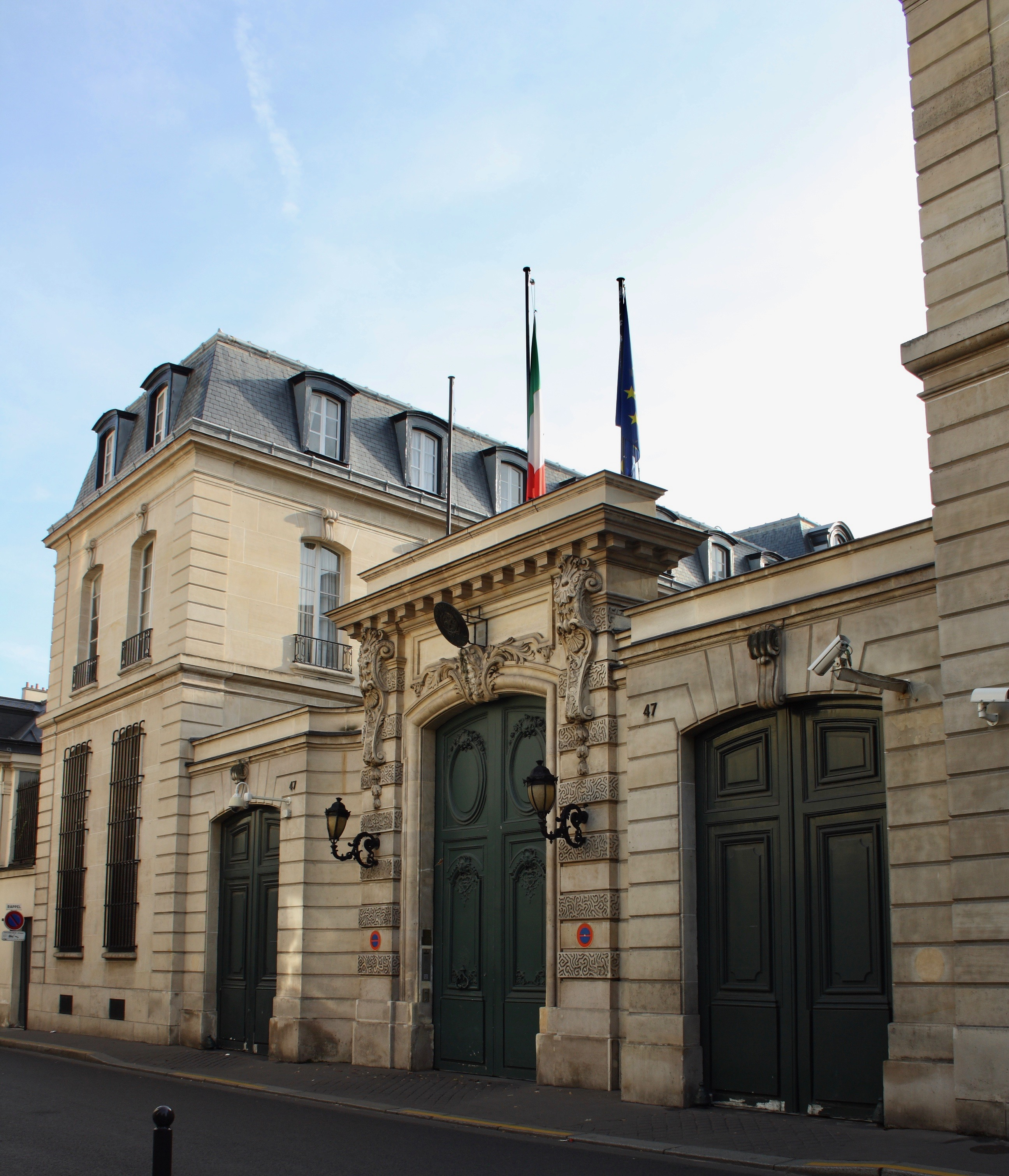
Ambasciata d'Italia a Parigi.
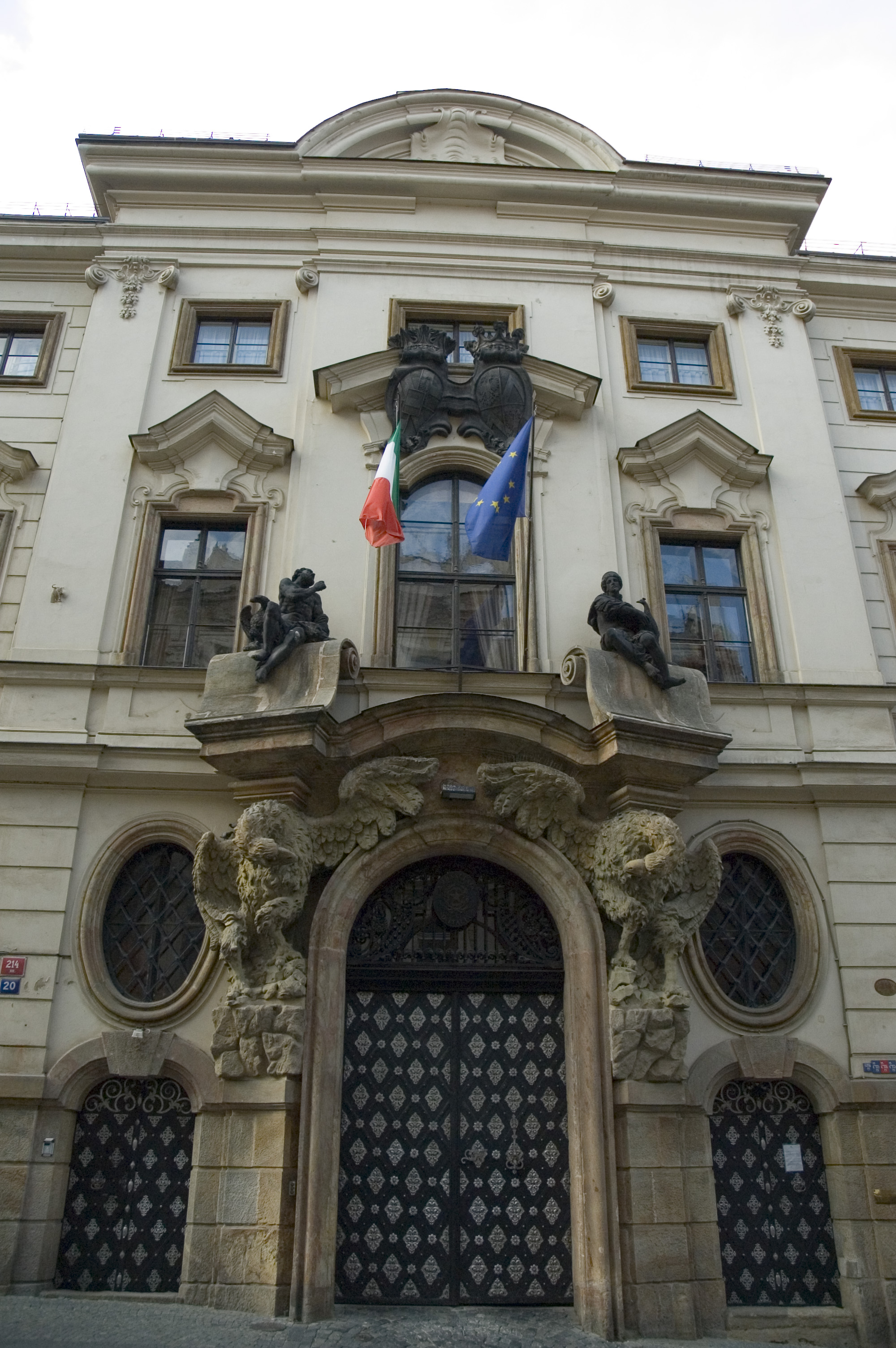
Ambasciata d'Italia a Praga.
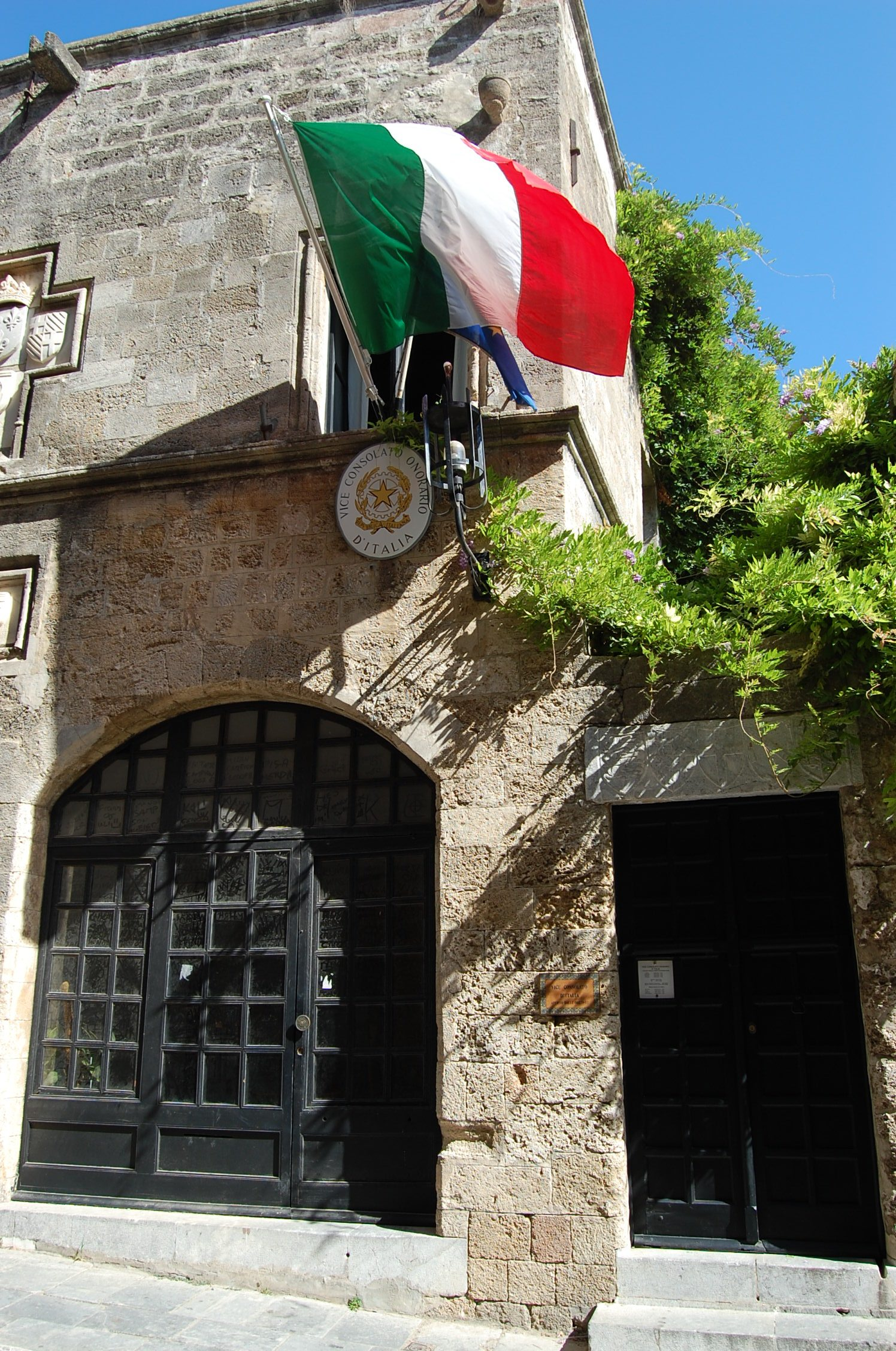
Consolato d'Italia a Rodi.
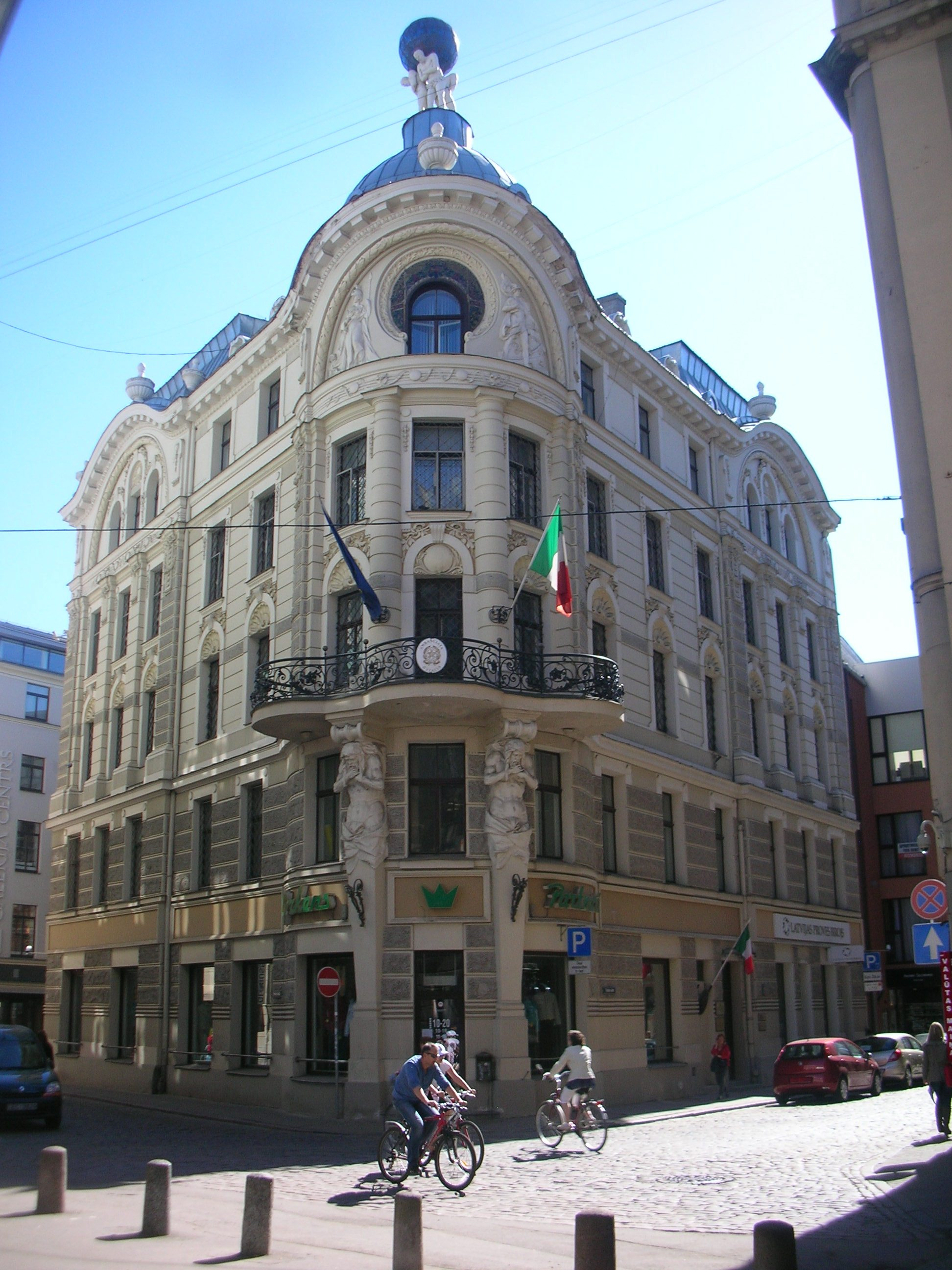
Ambasciata d'Italia a Riga.
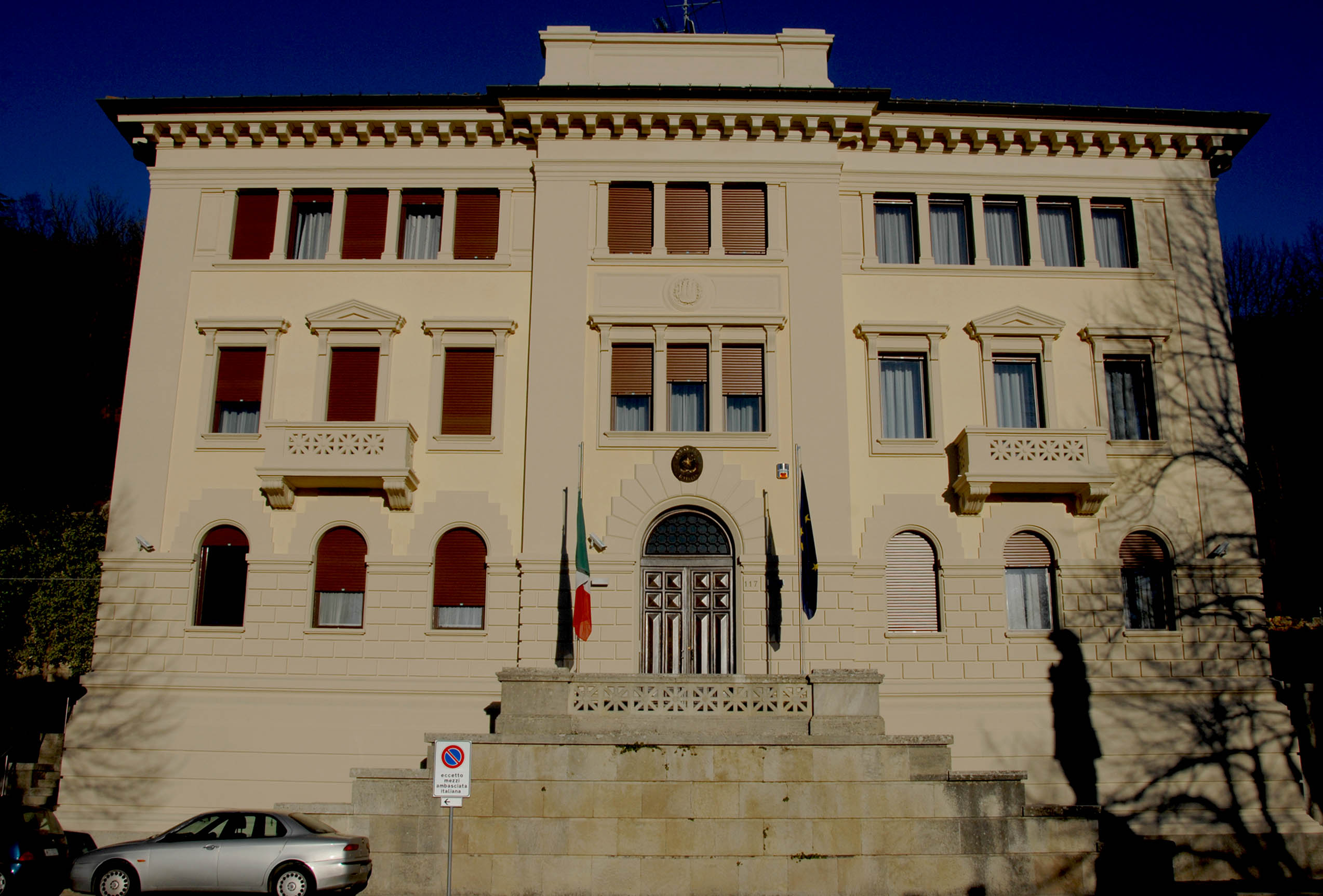
Ambasciata d'Italia a San Marino.
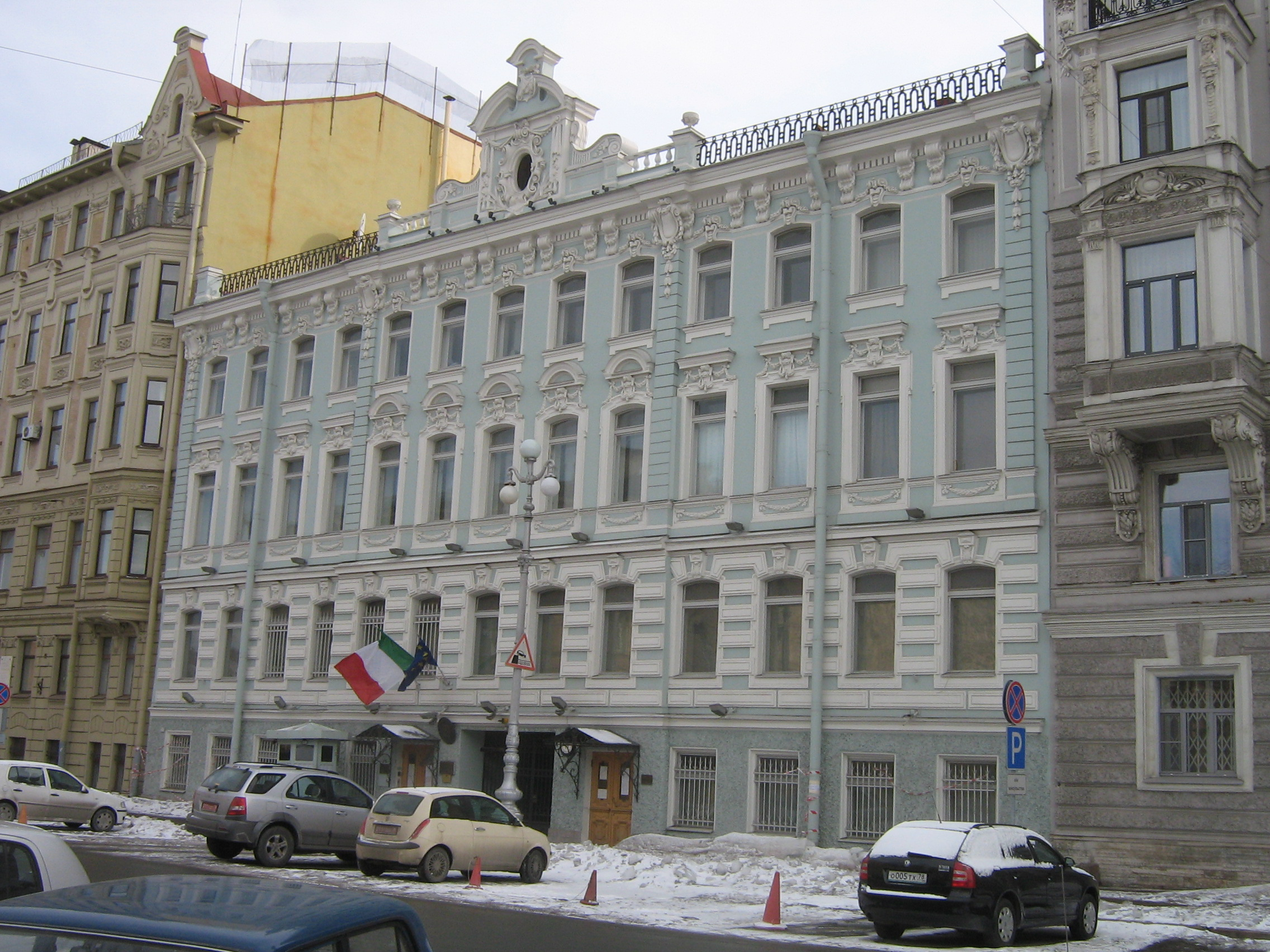
Consolato Generale d'Italia a San Pietroburgo.
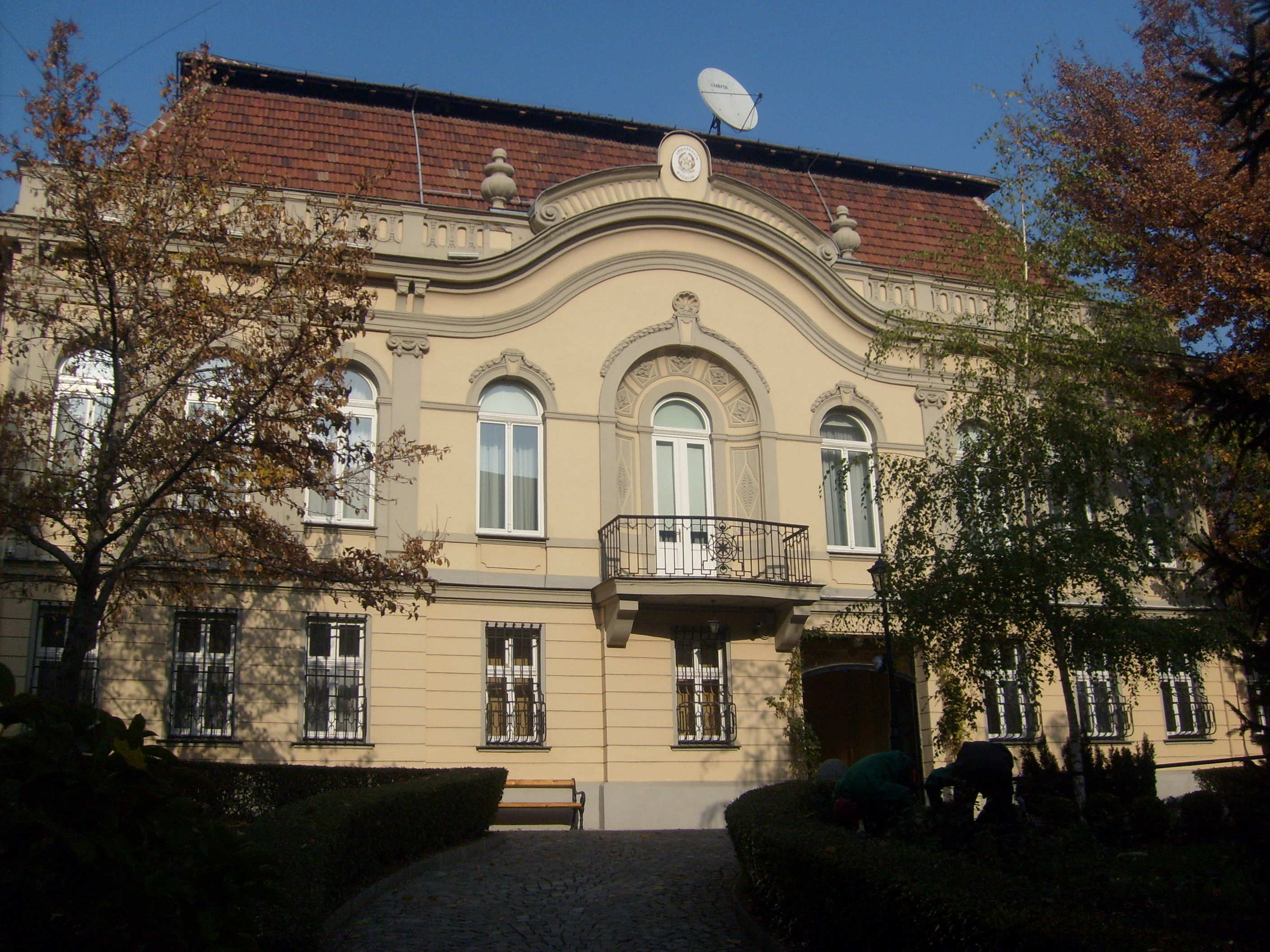
Ambasciata d'Italia a Sofia.
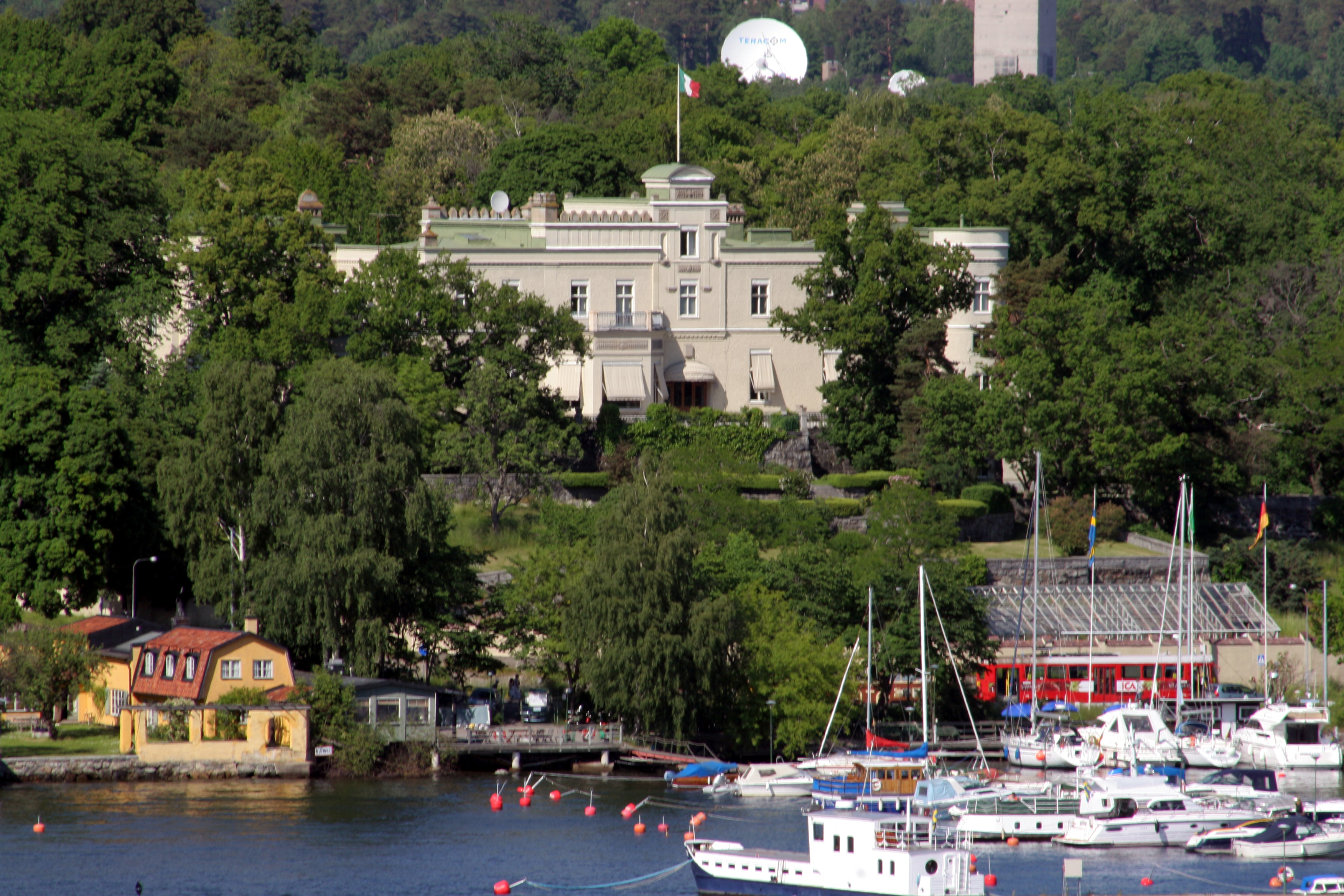
Ambasciata d'Italia a Stoccolma.
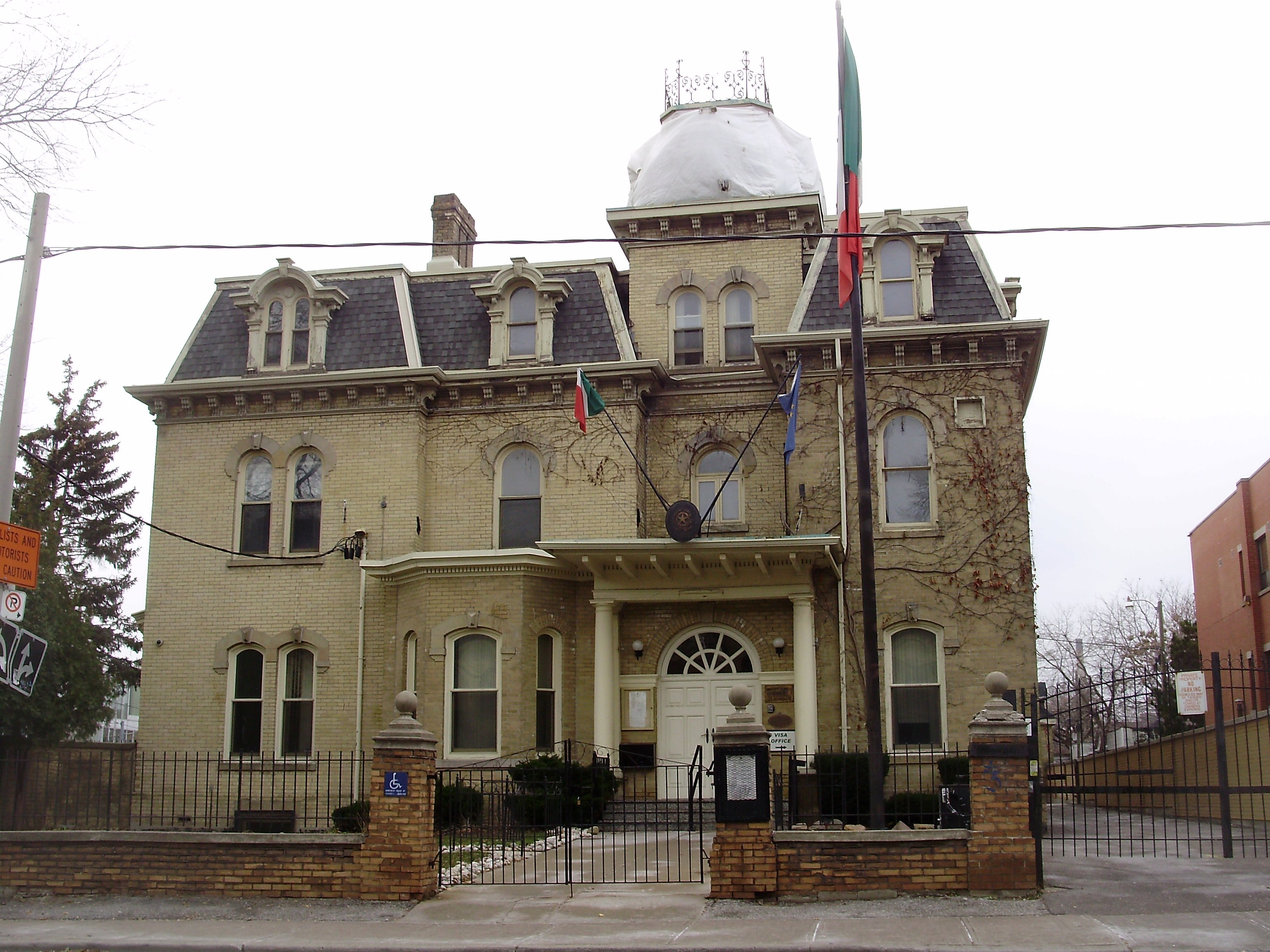
Consolato Generale d'Italia a Toronto.
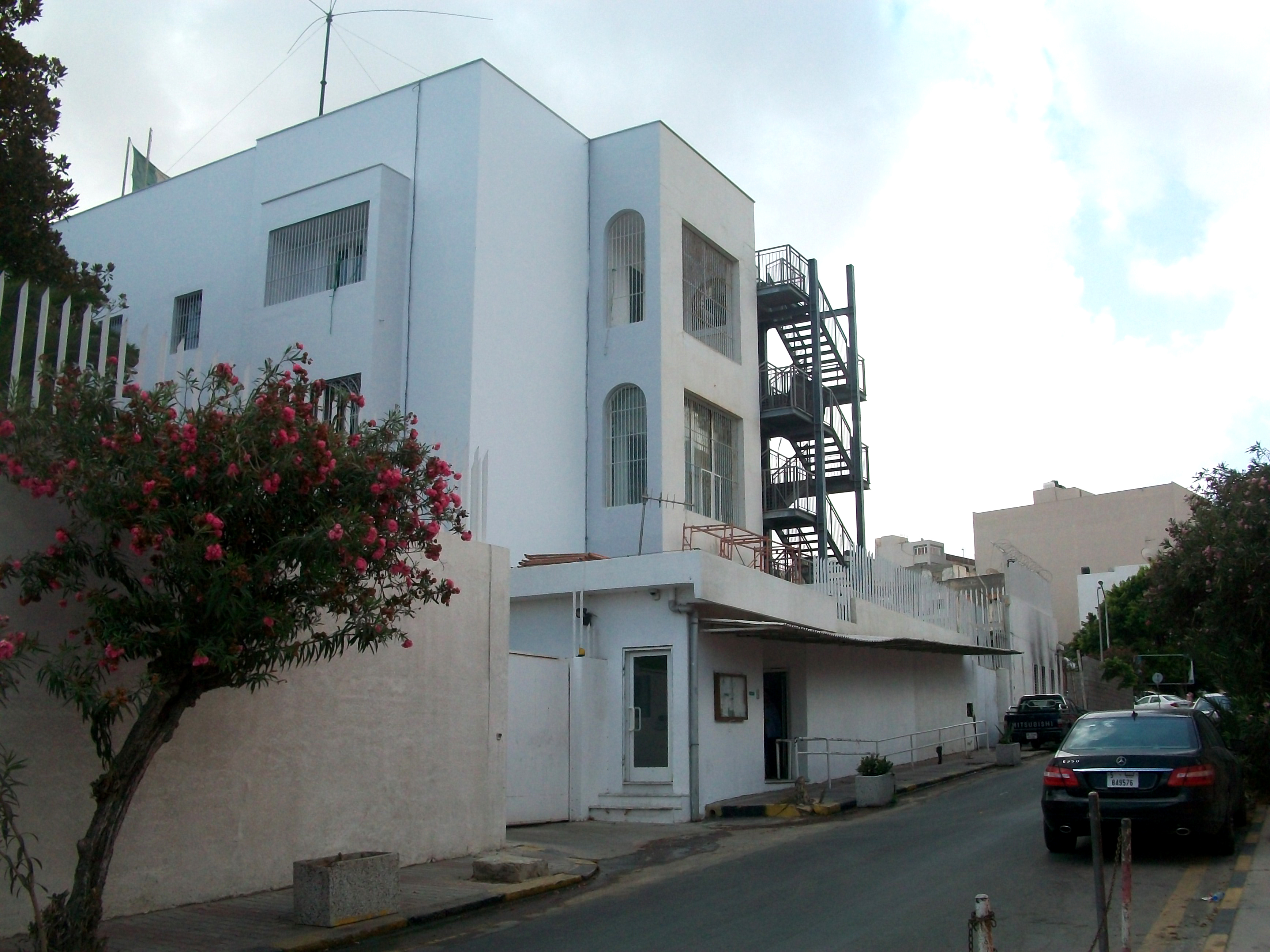
Consolato Generale d'Italia a Tripoli.
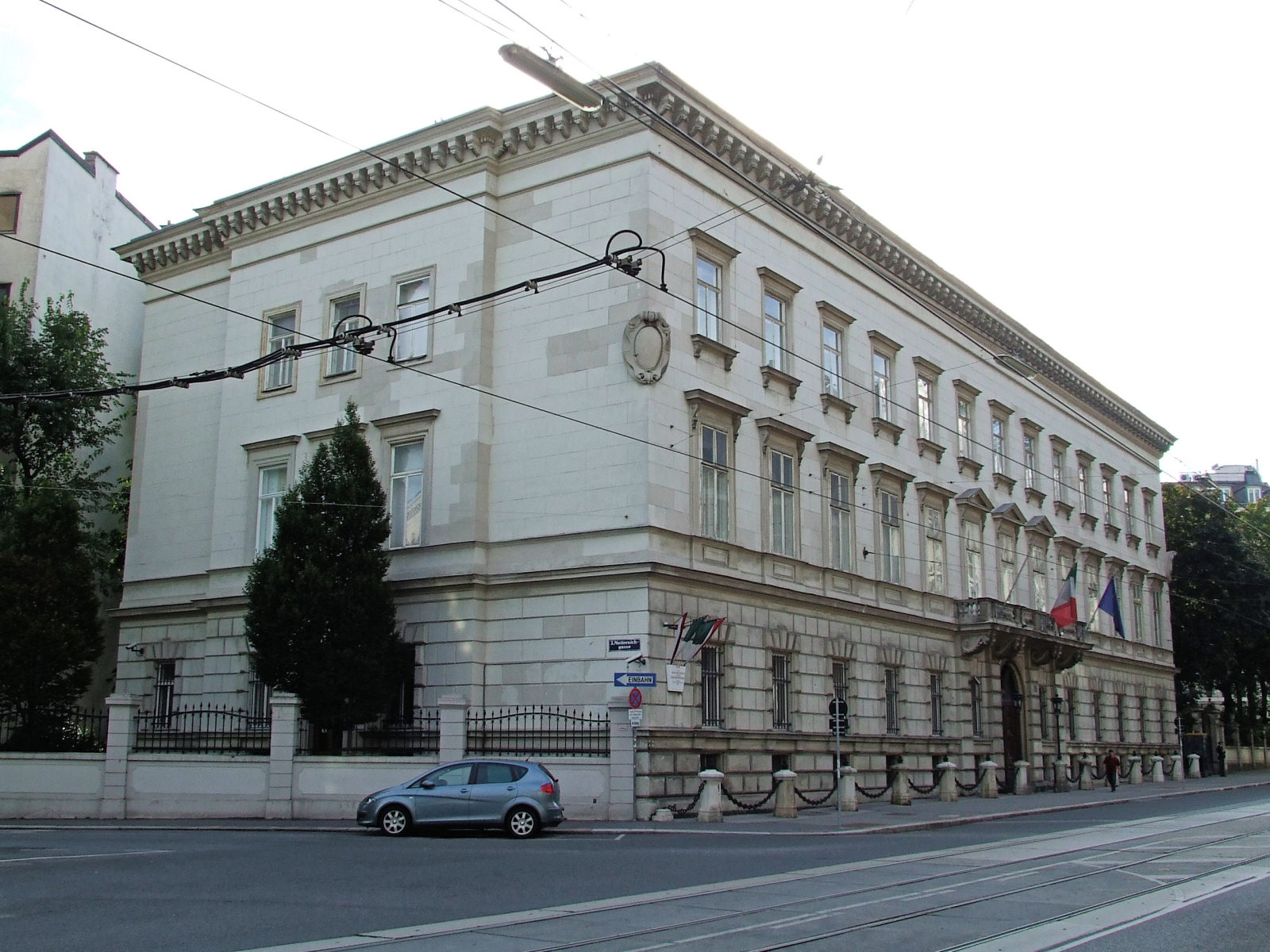
Ambasciata d'Italia a Vienna.
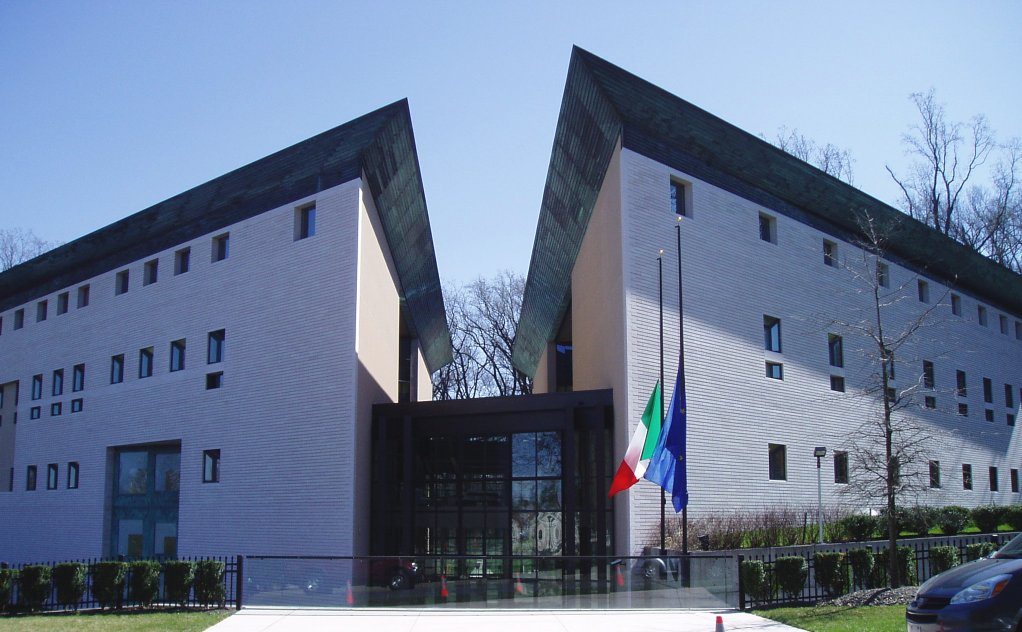
Ambasciata d'Italia a Washington.
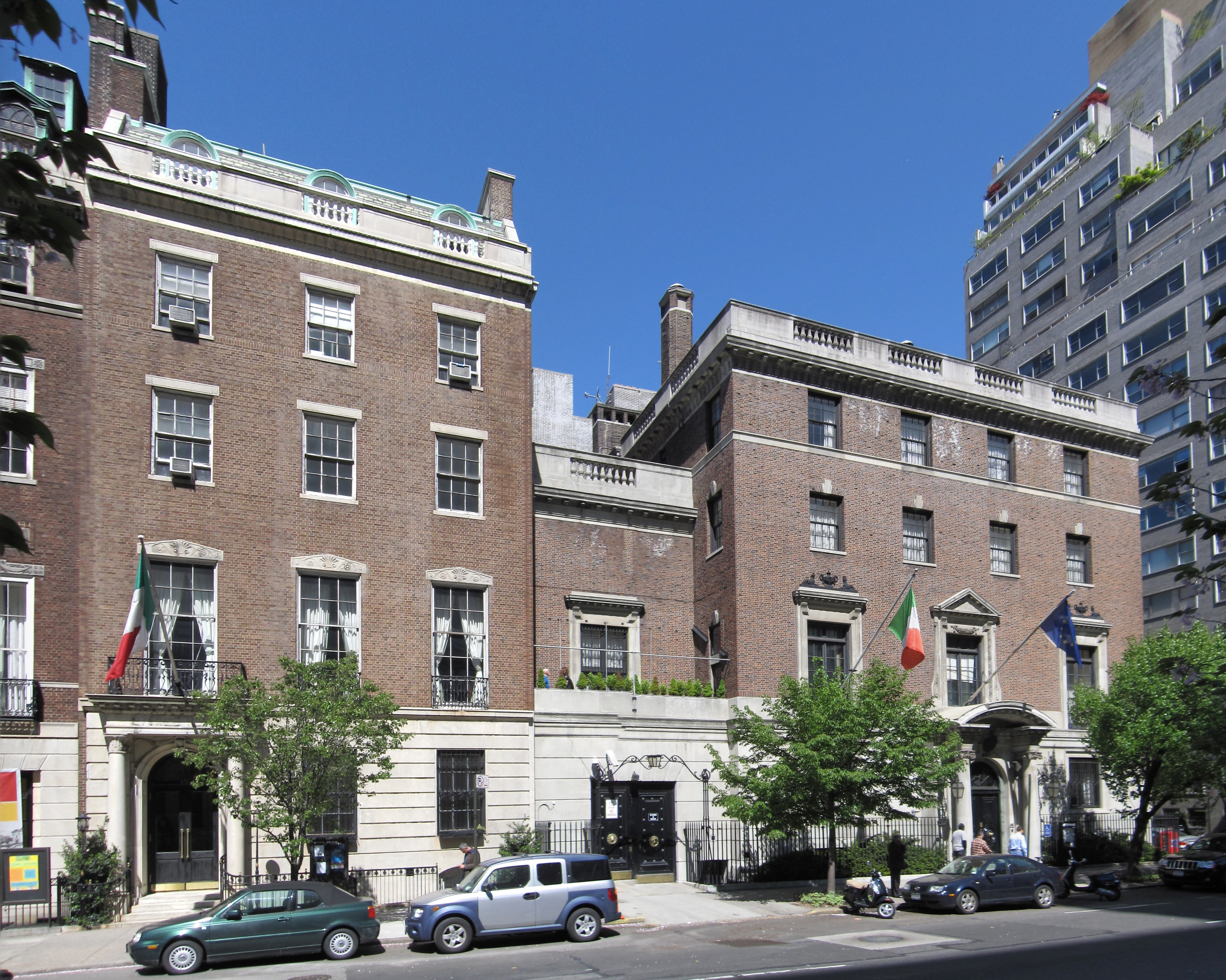
Consolato Generale d'Italia a New York.
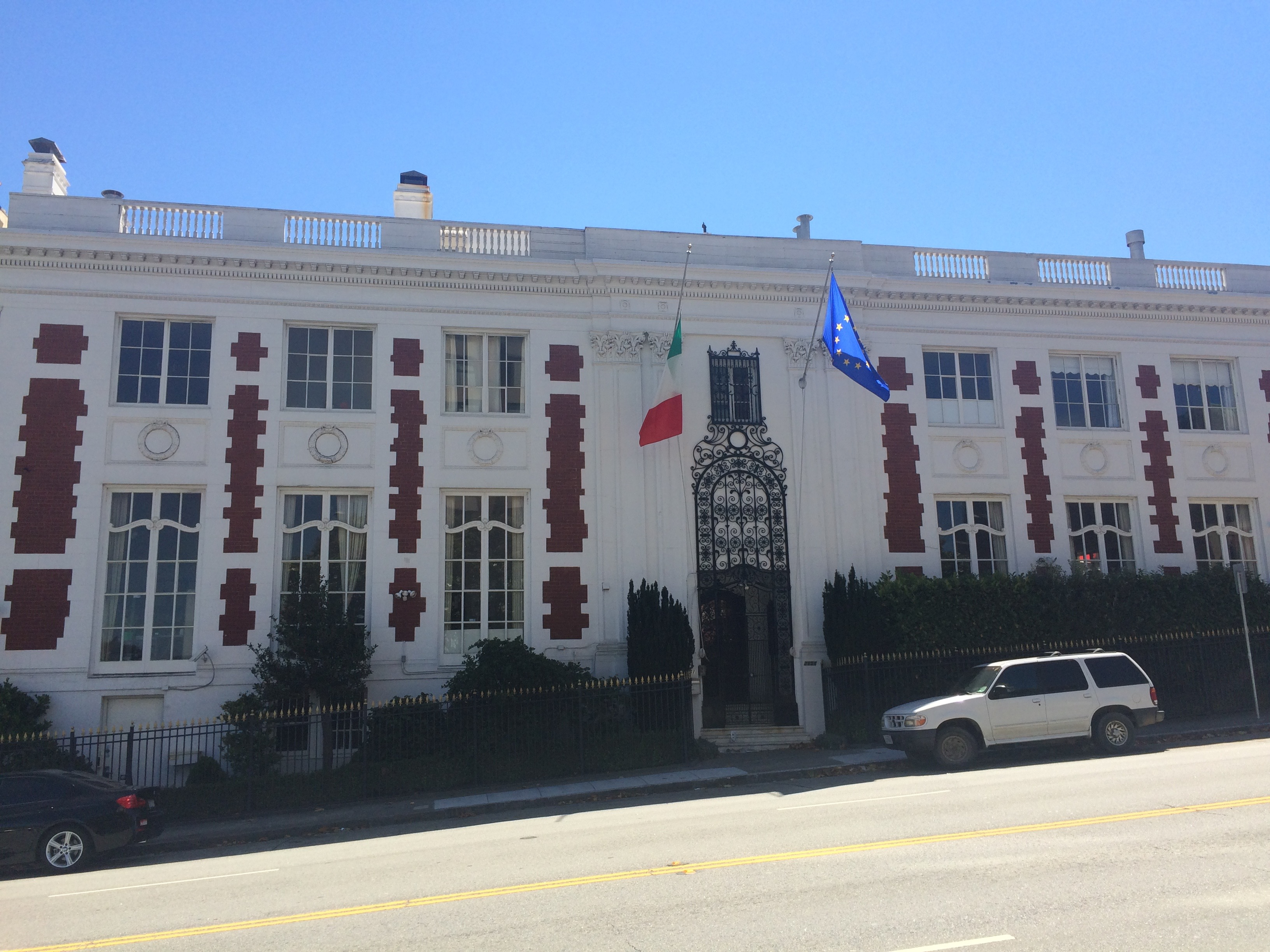
Consolato Generale d'Italia a San Francisco.
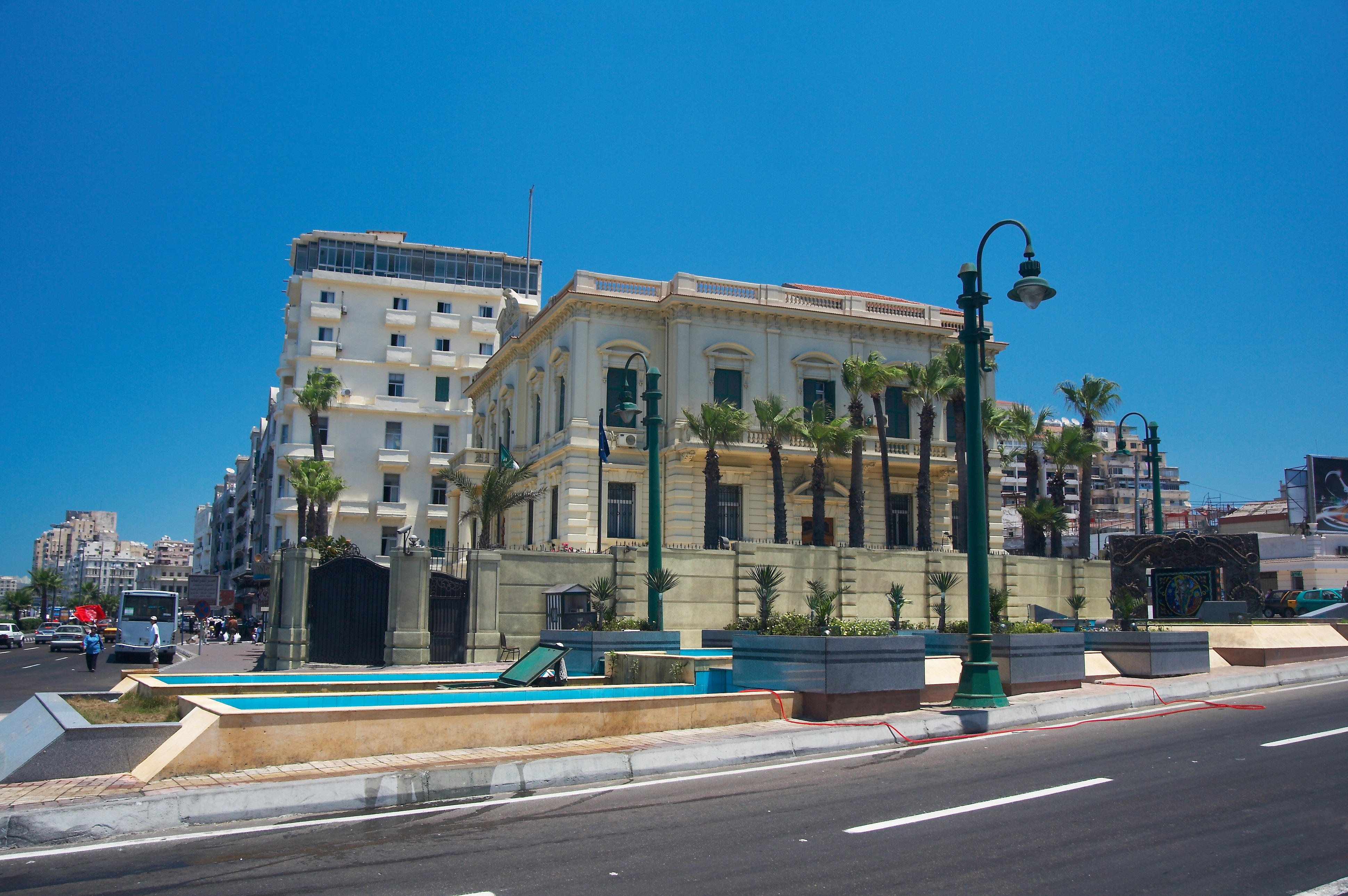
Consolato Generale d'Italia ad Alessandria d'Egitto.
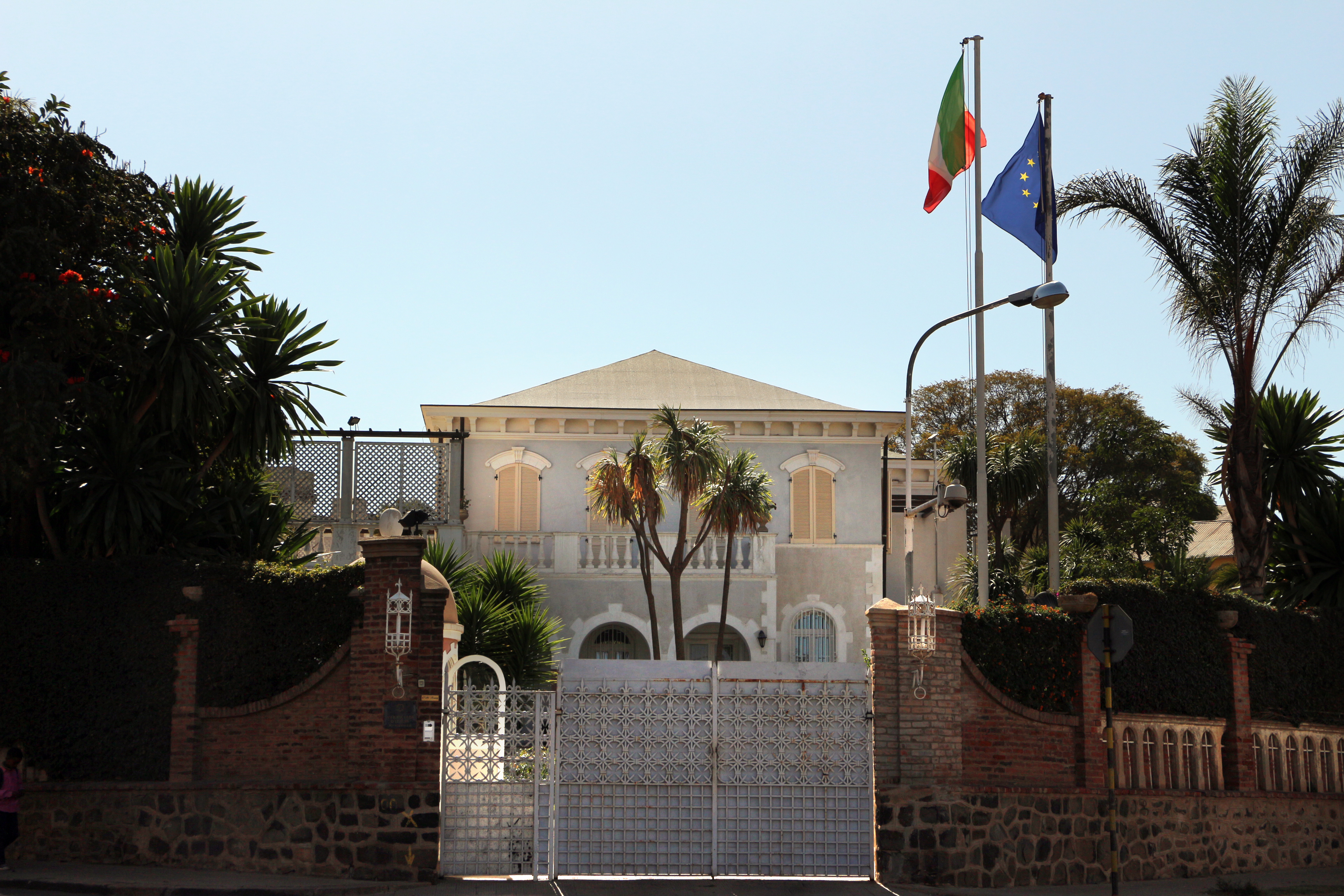
Ambasciata d'Italia ad Asmara.
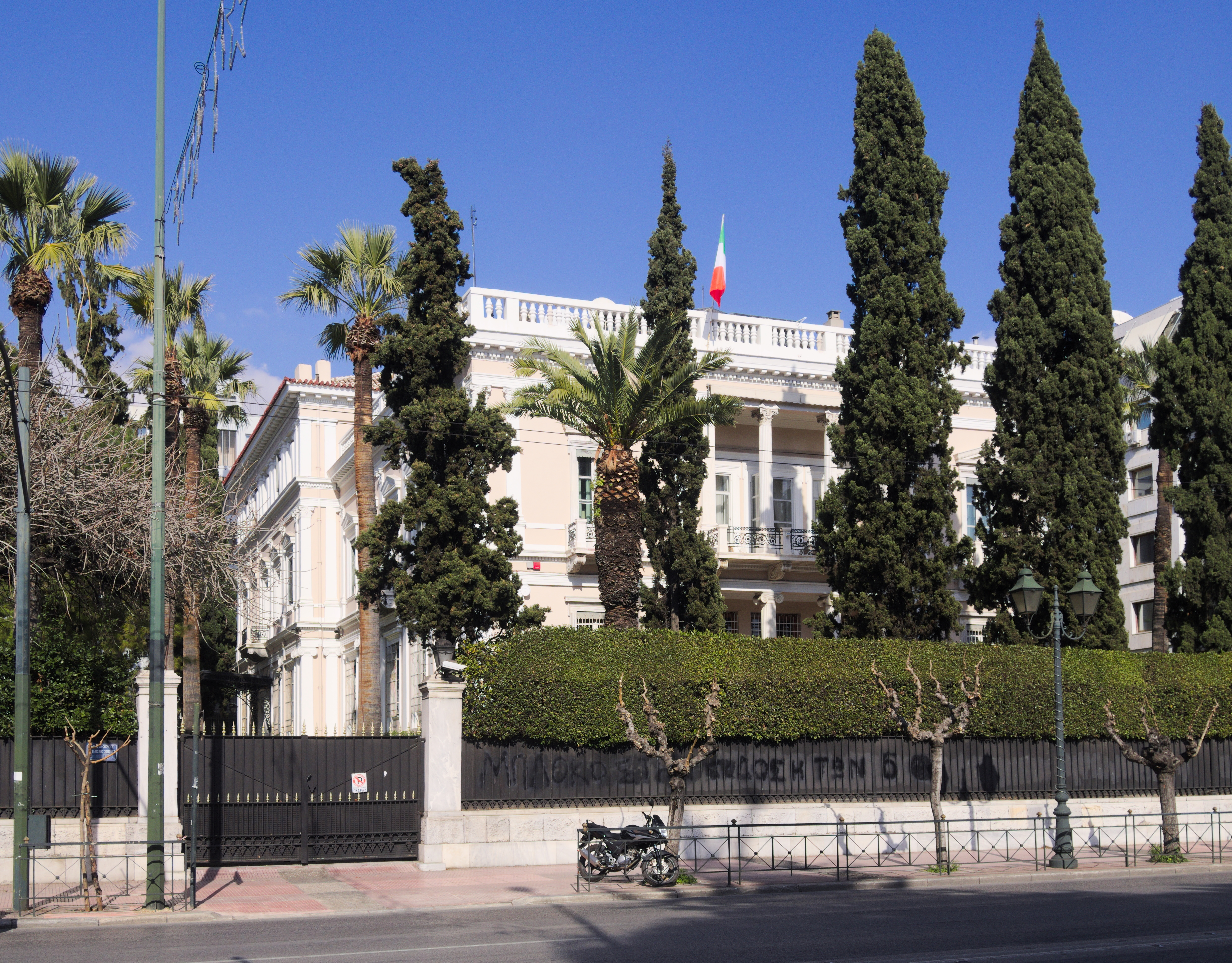
Ambasciata d'Italia ad Atene.
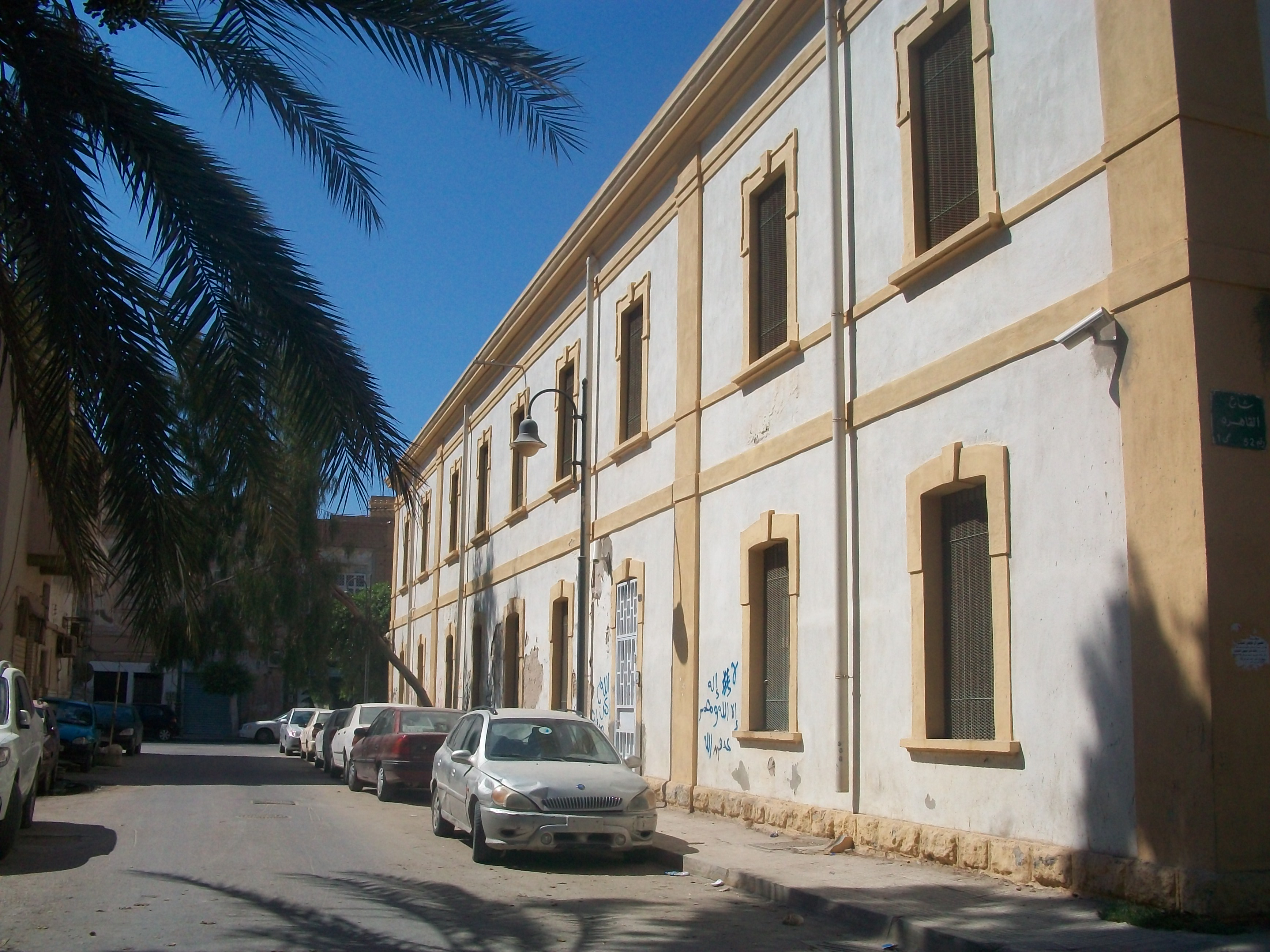
Consolato Generale d'Italia a Bengasi.
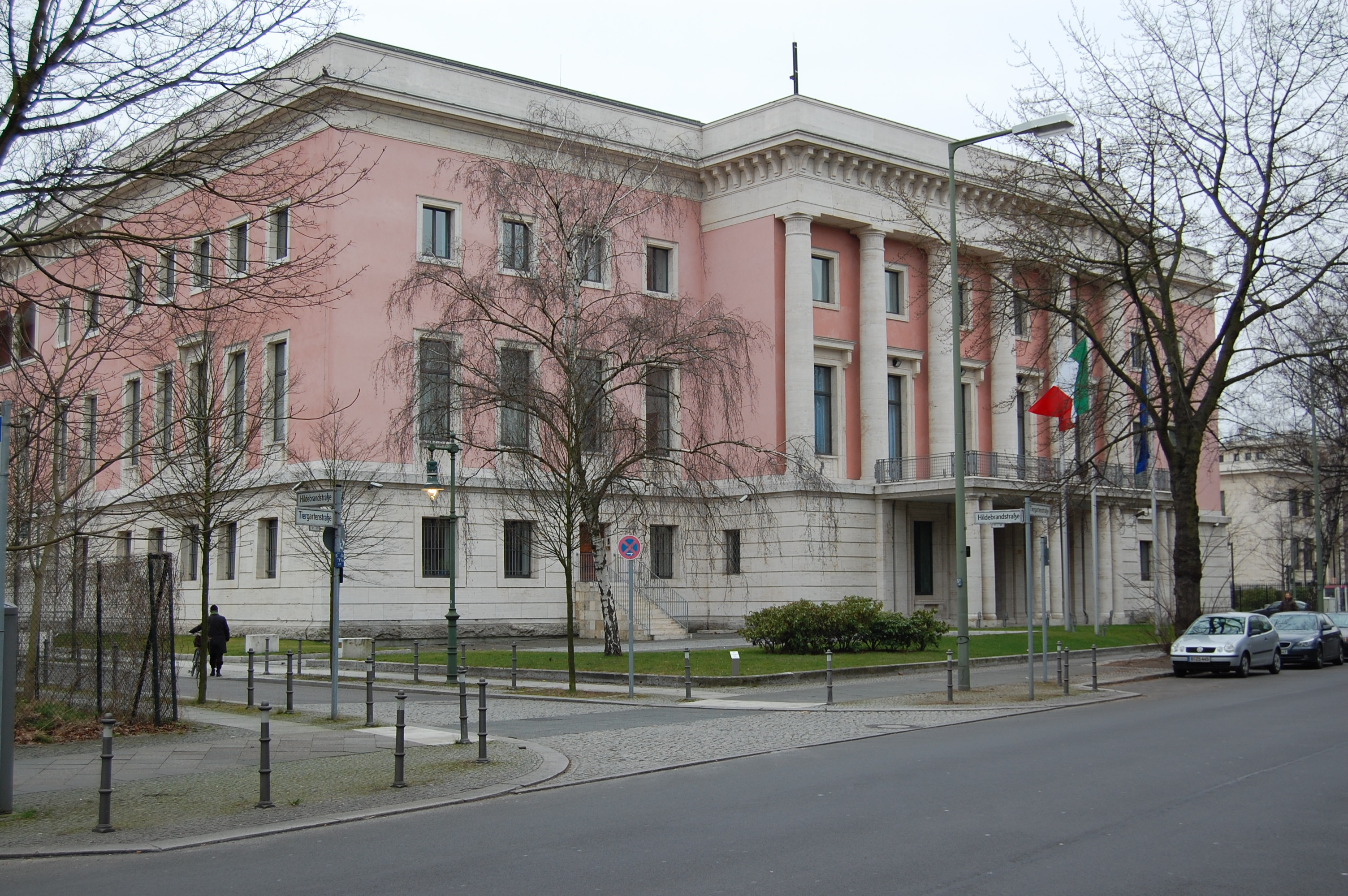
Ambasciata d'Italia a Berlino.
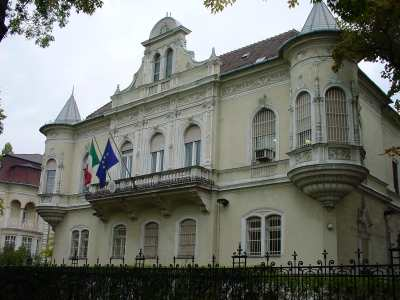
Ambasciata d'Italia a Budapest.
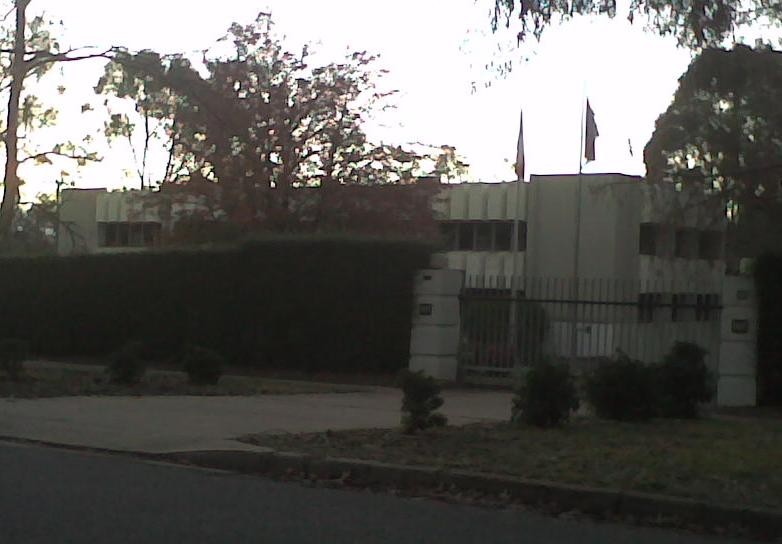
Ambasciata d'Italia a Canberra.
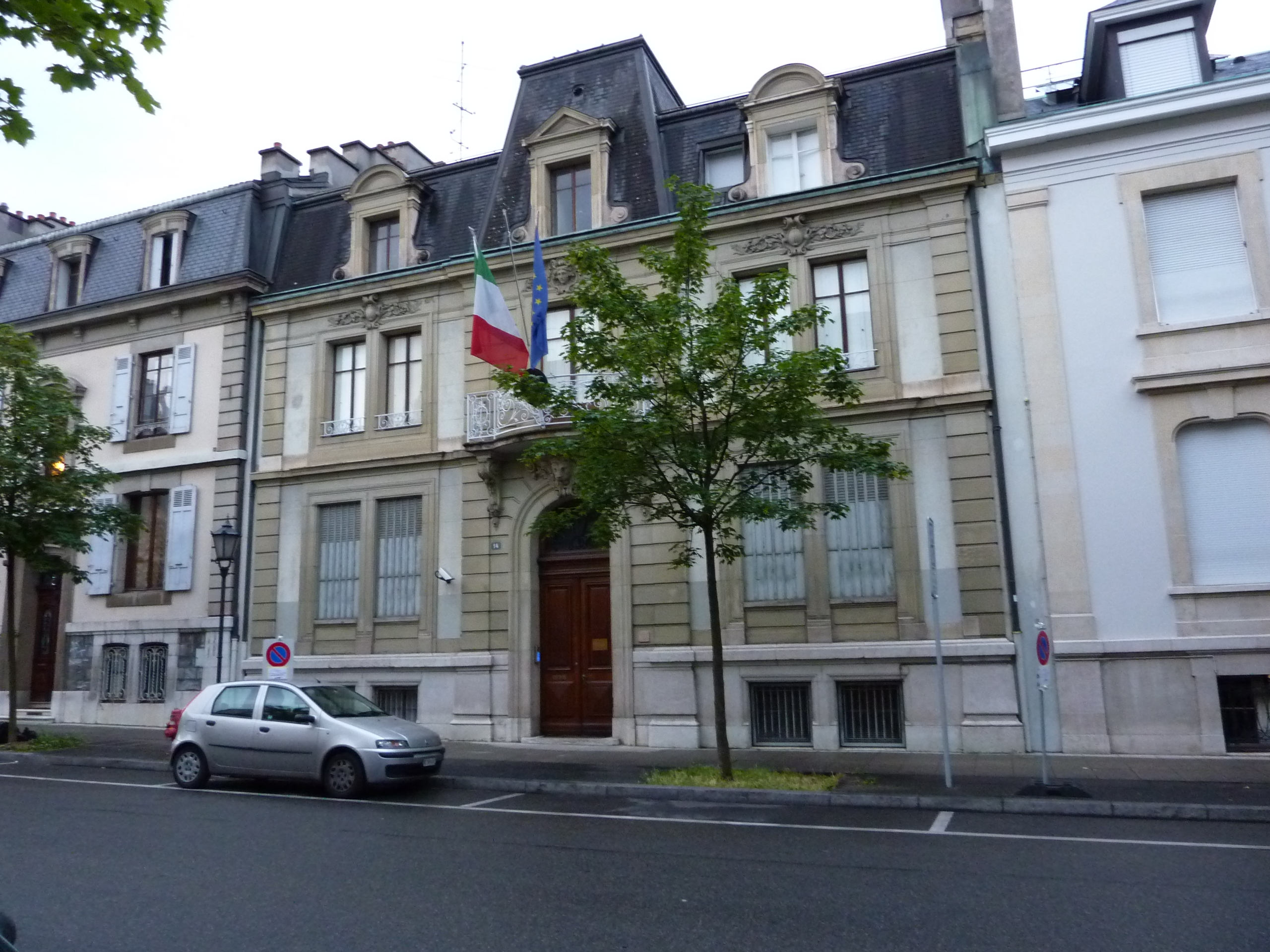
Consolato Generale d'Italia a Ginevra.
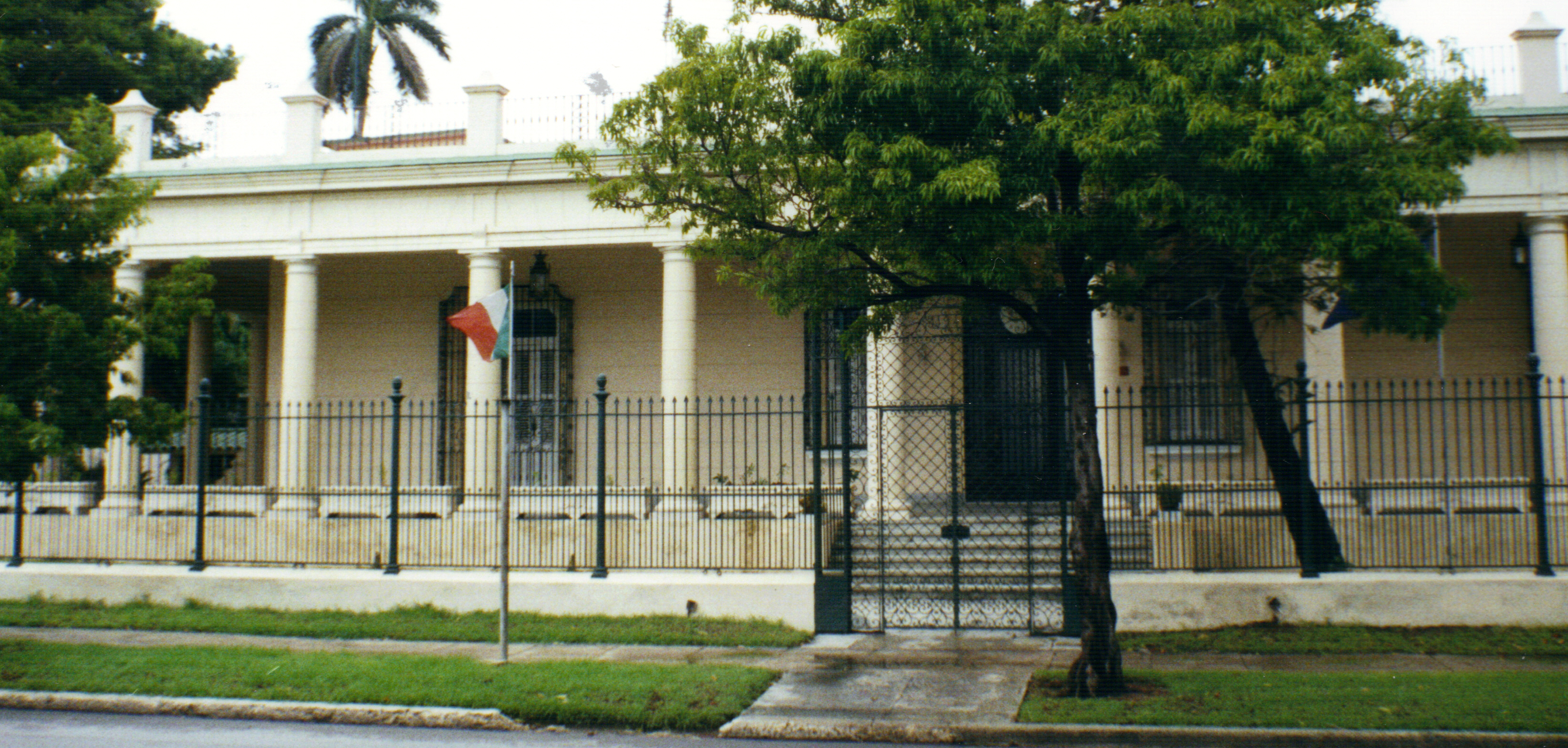
Ambasciata d'Italia a L'Avana.
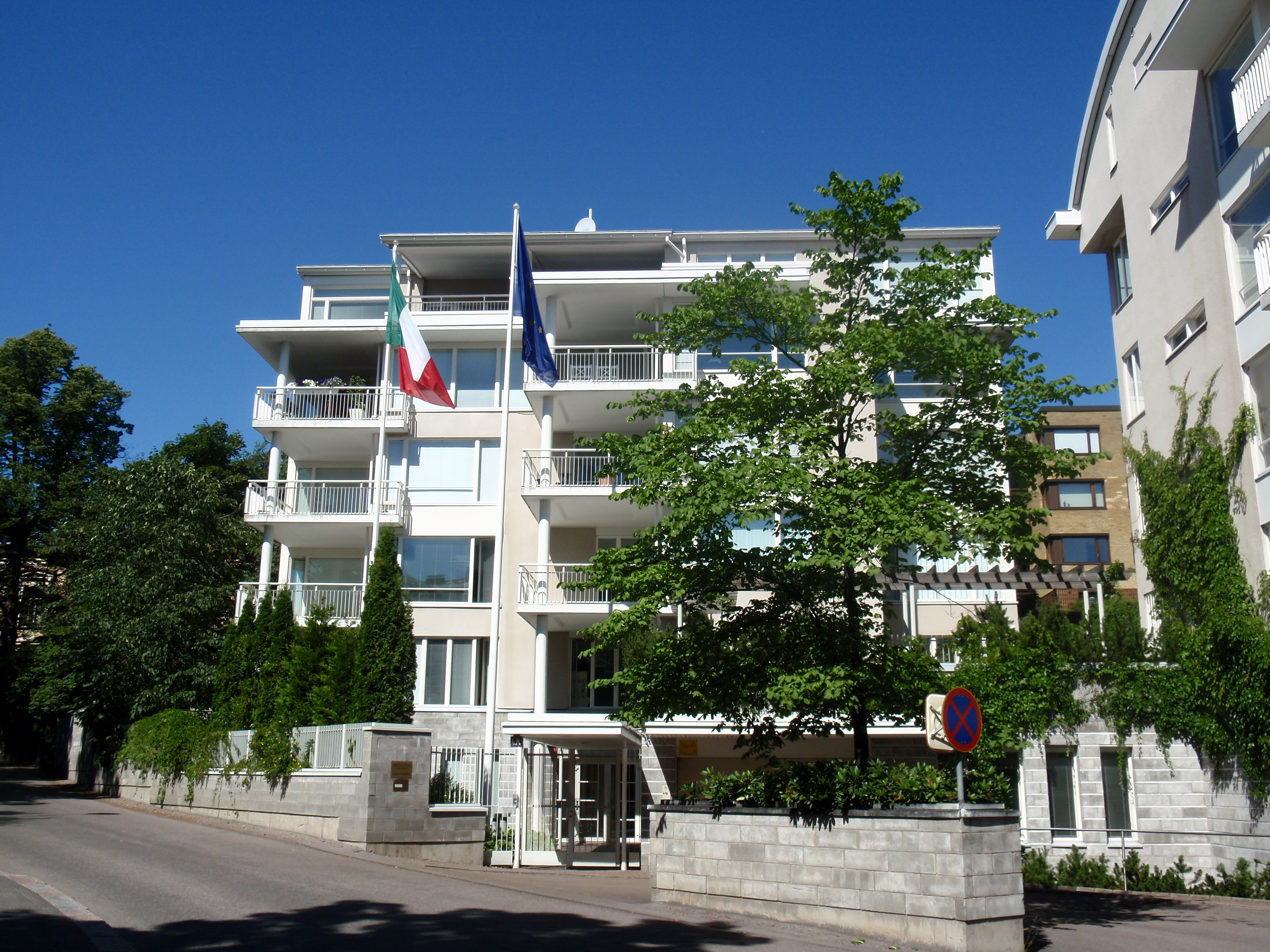
Ambasciata d'Italia a Helsinki.
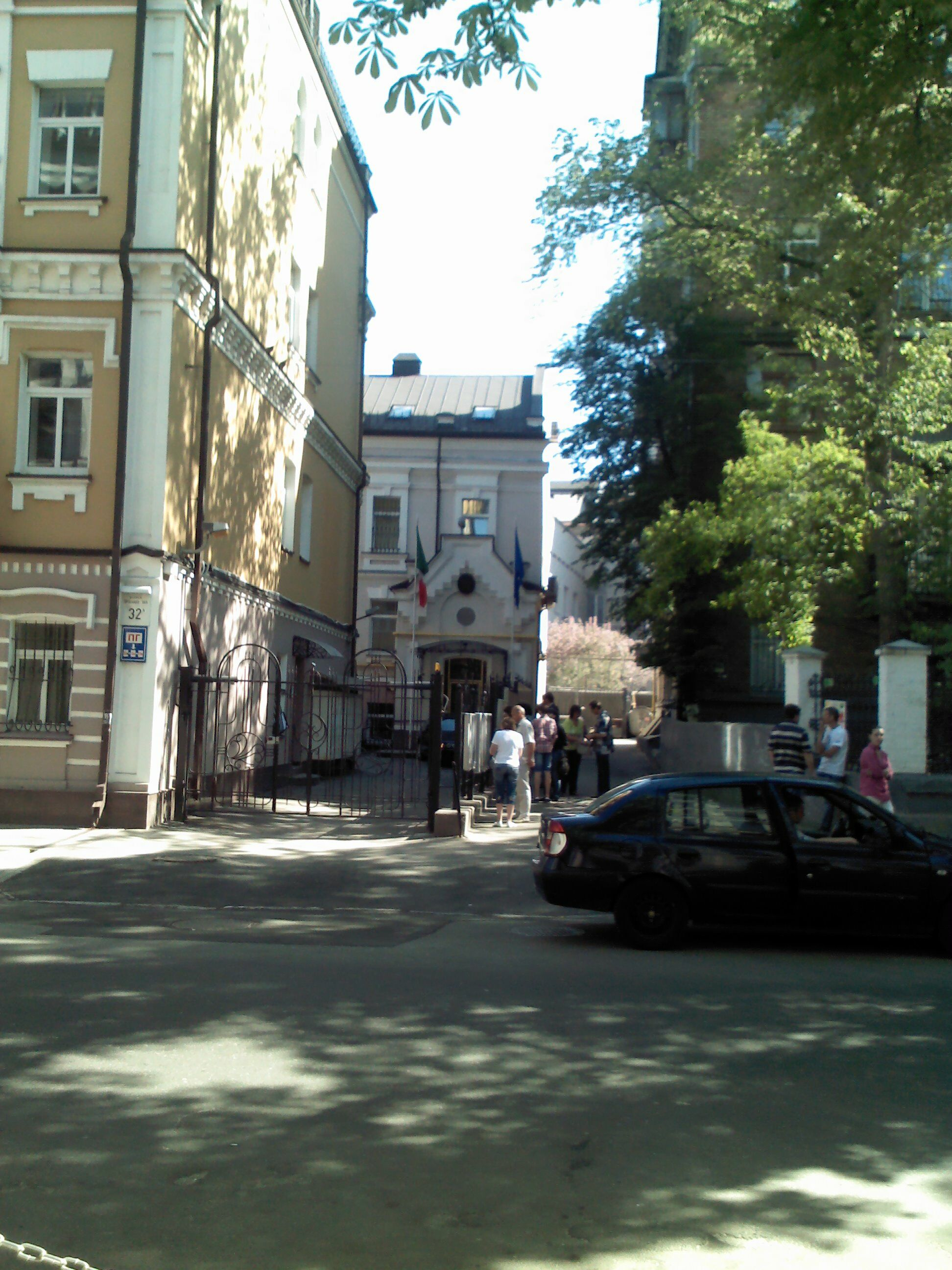
Ambasciata d'Italia a Kiev.
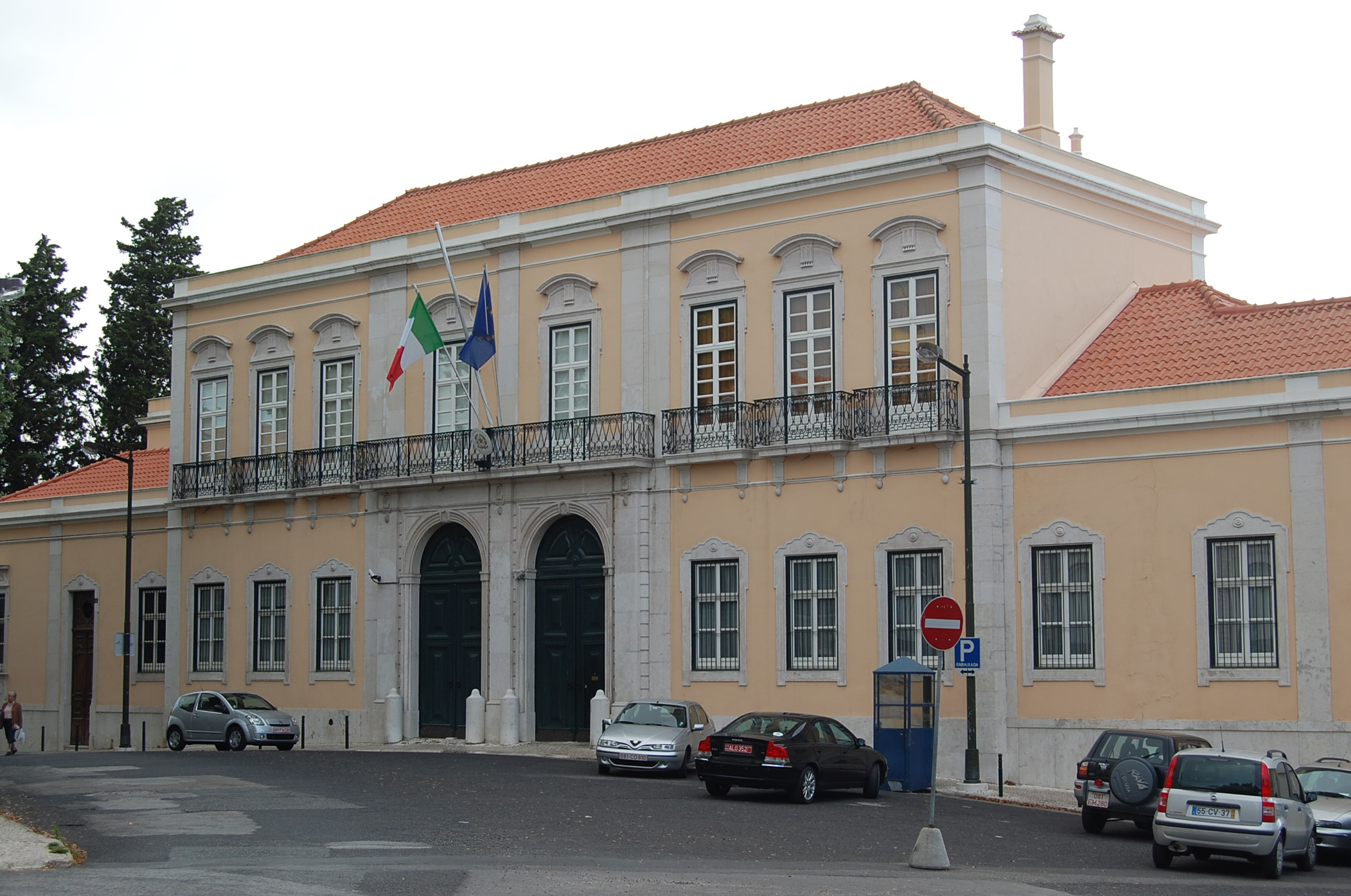
Ambasciata d'Italia a Lisbona.
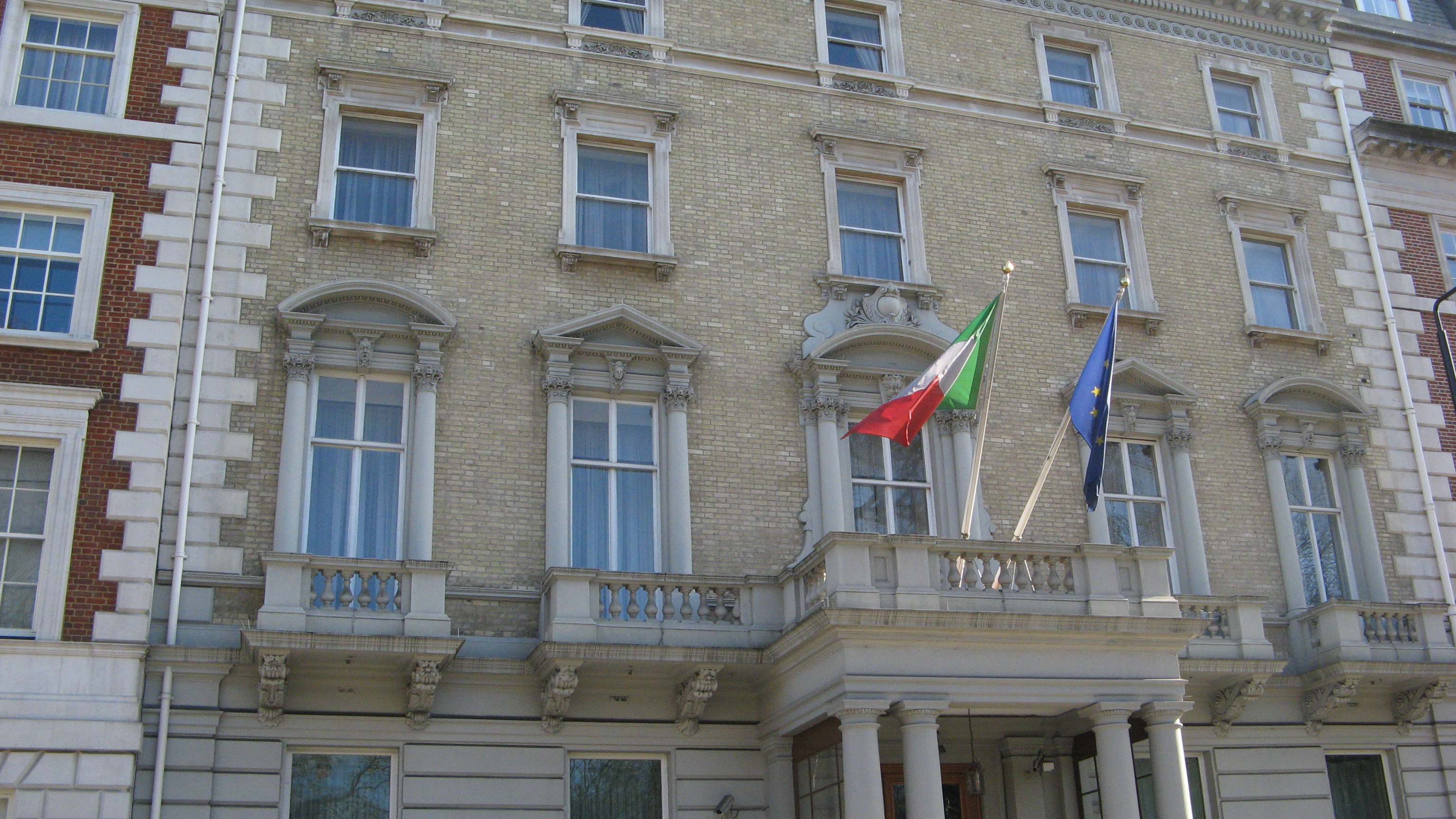
Ambasciata d'Italia a Londra.
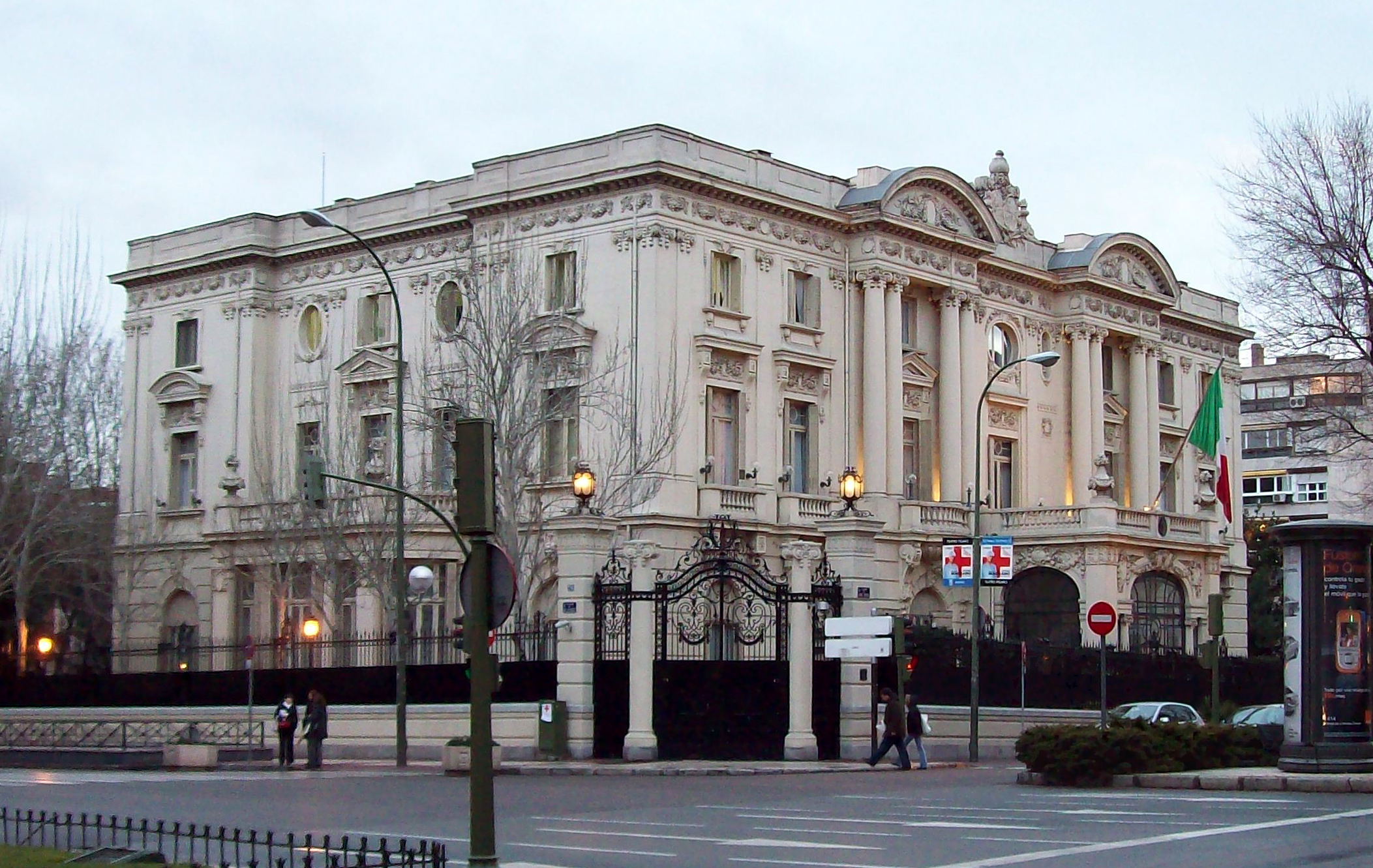
Ambasciata d'Italia a Madrid.
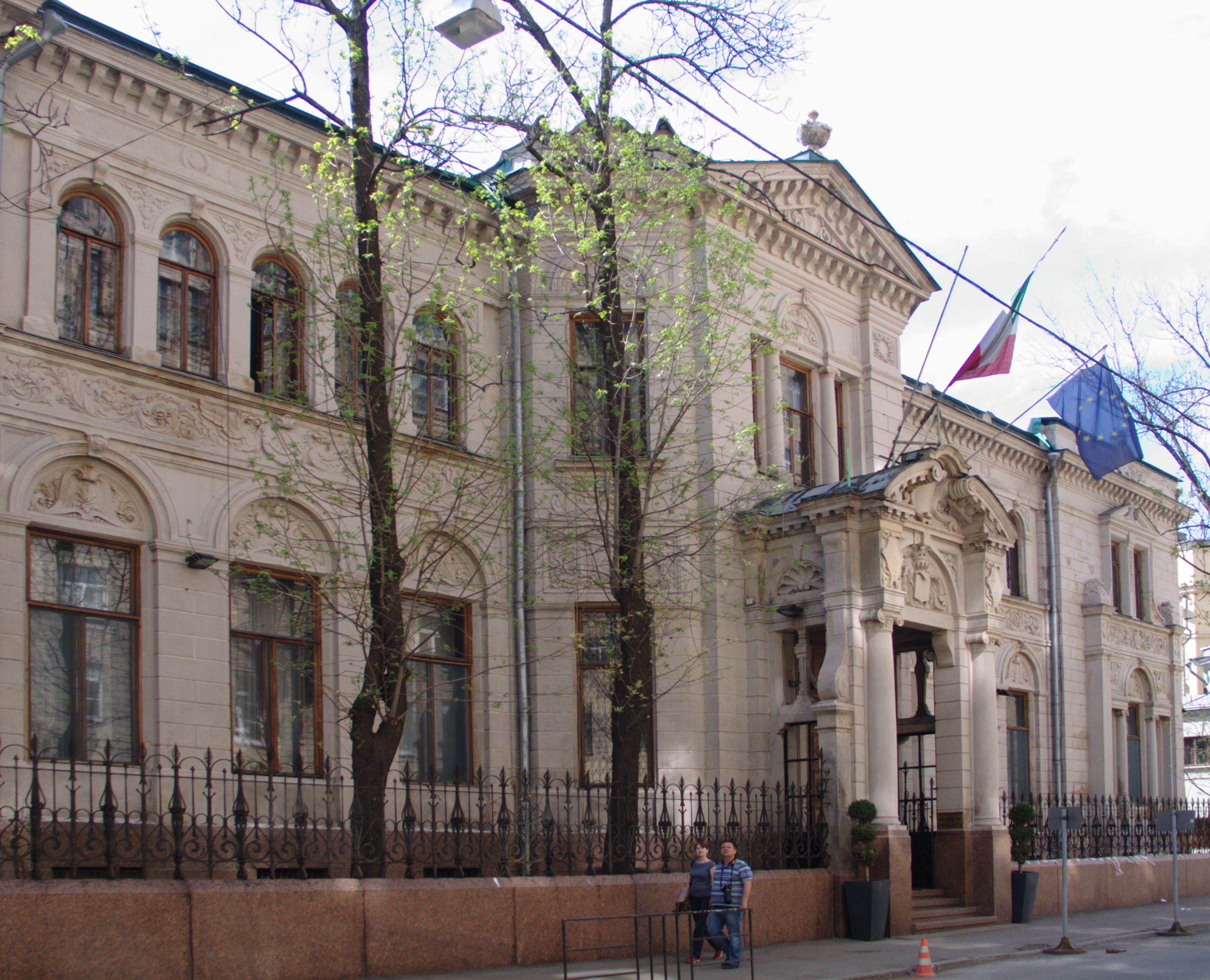
Ambasciata d'Italia a Mosca.
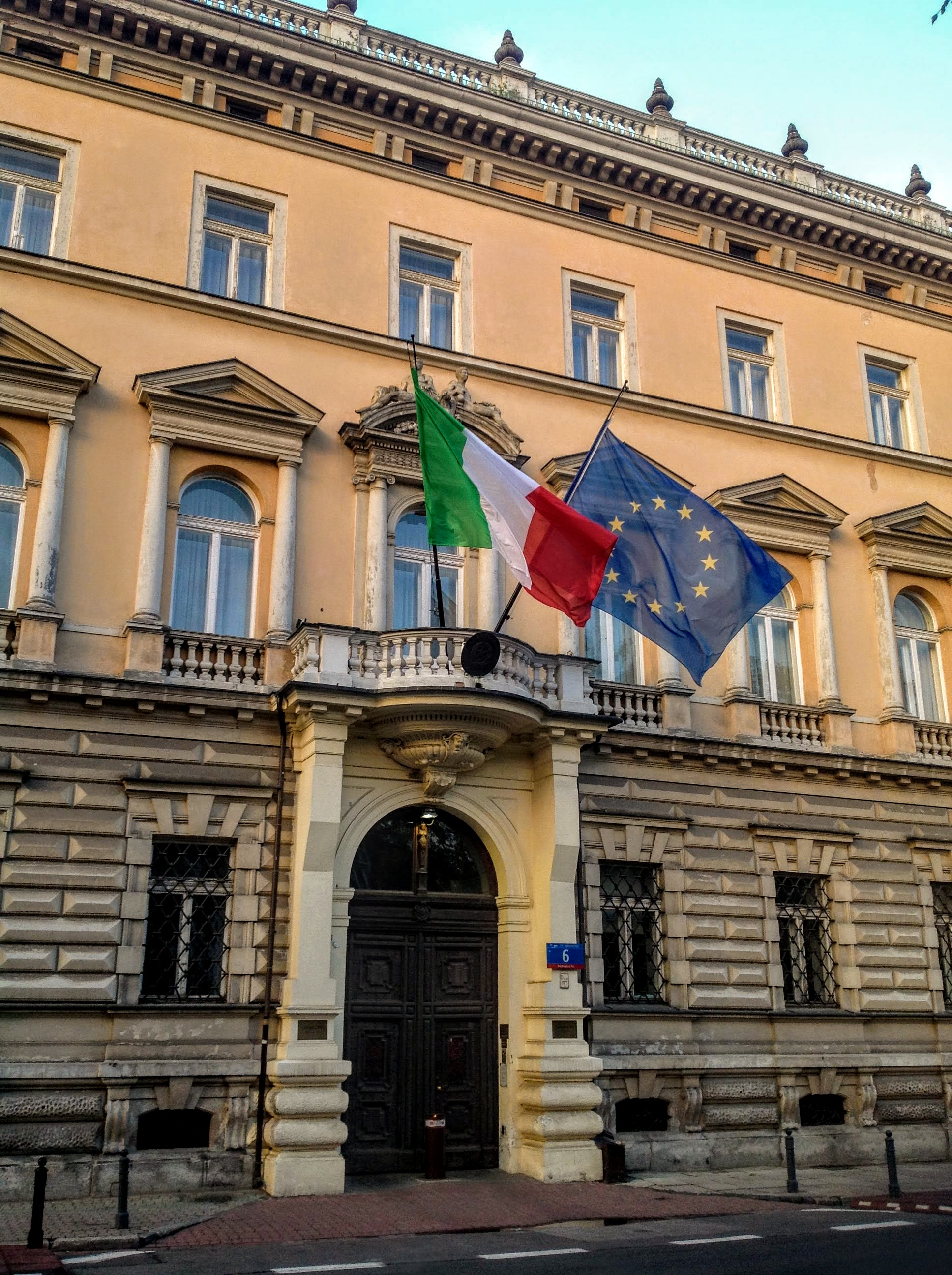
Ambasciata d'Italia a Varsavia.

## Organizzazioni internazionali
| Organizzazione Internazionale                       | Città      | Missione diplomatica      | Capo                 | Sito web                    |
| --------------------------------------------------- | ---------- | ------------------------- | -------------------- | --------------------------- |
| Organizzazione del Trattato dell'Atlantico del Nord | Bruxelles  | Rappresentanza Permanente | Marco Peronaci       | rappnato.esteri.it          |
| Nazioni Unite                                       | New York   | Rappresentanza Permanente | Maurizio Massari     | italyun.esteri.it           |
| Nazioni Unite                                       | Ginevra    | Rappresentanza Permanente | Gian Lorenzo Cornado | italiarappginevra.esteri.it |
| Nazioni Unite                                       | Vienna     | Rappresentanza Permanente | Debora Lepre         | italiarappvienna.esteri.it  |
| OCSE                                                | Parigi     | Rappresentanza Permanente | Luca Sabbatucci      | italiarapparigi.esteri.it   |
| Nazioni Unite                                       | Roma       | Rappresentanza Permanente | Bruno Archi          | rapponuroma.esteri.it       |
| Unione europea                                      | Bruxelles  | Rappresentanza Permanente | Vincenzo Celeste     | italiaue.esteri.it          |
| Consiglio d'Europa                                  | Strasburgo | Rappresentanza Permanente | Roberto Martini      | rpcoe.esteri.it             |
| OSCE                                                | Vienna     | Rappresentanza Permanente | Andrea Cascone       | delegazioneosce.esteri.it   |

## Opere d'arte e collezioni presso le sedi diplomatiche d'Italia
Le sedi diplomatiche d'Italia organizzano, curano e patrocinano importanti esposizioni di artisti italiani, inoltre detengono una importante collezione d'arte di primari artisti italiani esposti nelle loro sedi.